# Ferenciek tere

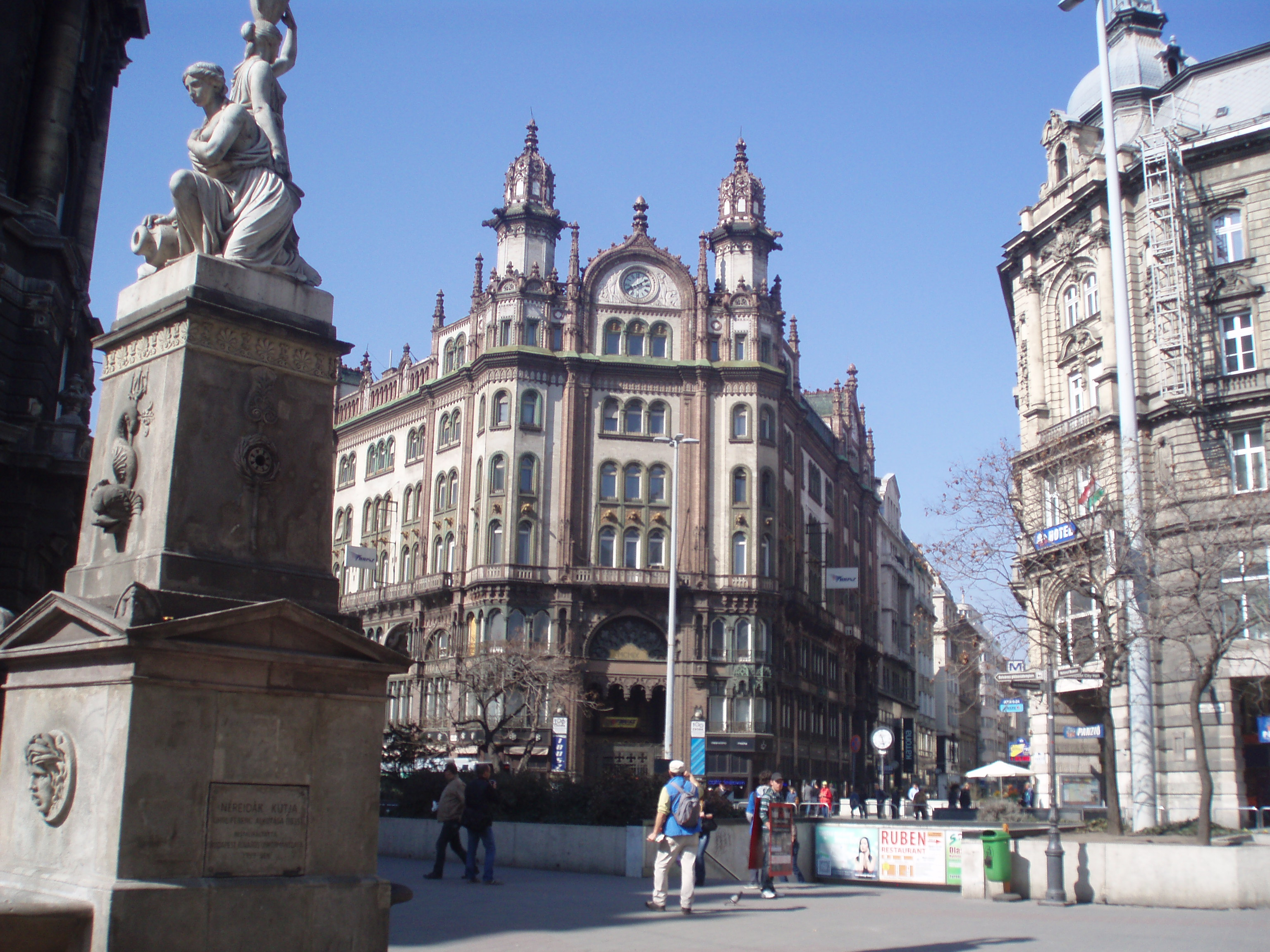
Der Franziskanerplatz vor dem Umbau (2012): Der Pariser Hof vom Nereidenbrunnen her gesehen

Der Ferenciek tere [IPA: fɛrɛnt͡siɛk tɛrɛ], deutsch Franziskanerplatz, ist ein im V. Bezirk (Belváros-Lipótváros, deutsch Innenstadt-Leopoldstadt) der ungarischen Hauptstadt Budapest liegender repräsentativer Stadtplatz und Verkehrsknotenpunkt. Die Namensgeberin des Platzes ist die hier gelegene barocke Franziskanerkirche. Der Platz verfügt über die U-Bahnhaltestelle Ferenciek tere der Linie M3 (blaue Linie).
Seit 1987 gehört der gesamte Platz zum UNESCO-Welterbe Budapest mit Donau-Ufern, Burgviertel Buda und Andrássy-Straße.

## Lage und Charakteristik
Der Franziskanerplatz ist einer der repräsentativen Plätzen der Pester Seite der mit seinem weltstädtischen Charakter die Blütezeit der Donaumetropole als Haupt- und Residenzstadt Ungarns innerhalb der Donaumonarchie zur Zeit der Belle Époque widerspiegelt. Der ungewöhnlich L-förmige Platz wird mehrfach von stark frequentierten Straßenzügen der Pester Innenstadt durchquert und ist somit in zwei eindeutig voneinander getrennten Teile gegliedert die erst Ende des 19. Jahrhunderts zusammengelegt wurden.
Der kleinere, längliche, rechteckige Ostteil, der eigentliche, historische Franziskanerplatz dient als Vorplatz der namensgebenden Franziskanerkirche sowie als Verbindung der Nord-Ost-Achse Károlyi Mihály utca - Petőfi Sándor utca zwischen Kálvin tér (Calvinplatz) und Freiheitsplatz. Der von drei Seiten bebaute kleine Stadtplatz erinnert an eine italienische Piazza.
Mit den Zwillingspalästen der Erzherzogin Clotilde (Klotild-paloták) bildet der dreieckige Westteil den symbolischen Eingang zur Elisabethbrücke (ungarisch Erzsébet-híd) und stellt somit die Erweiterung der stadtdurchquerenden Ost-West-Achse Rákóczi út-Kossuth Lajos utca - Elisabethbrücke - Hegyalja út zwischen Ostbahnhof und Buda dar. Die erst im späten 19. Jahrhundert zu einem eigentlichen Platz gewachsene Straßenkreuzung war historisch als Schlangenplatz bekannt.
Mit der Ausnahme der Barockfassade der Franziskanerkirche wird das gesamte Erscheinungsbild des Platzes von in den Neostilen des Historismus errichteten monumentalen Gründerzeitbauten geprägt.

## Geschichte

### Die Entstehung des Franziskanerplatzes
Der Platz war ursprünglich eine breite Straßenstrecke nordwest-südöstlicher Richtung die zur Zeit der Árpáden-Dynastie (1000–1301) anstelle eines die damaligen Pester Stadtbefestigung schützenden Wassergrabens errichtet wurde. Am Nordostende dieser Straße wurde 1250–1260 eine dem Märtyrer Petrus von Verona geweihte gotische Kapelle und ein Kloster des Franziskanerordens gebaut. Der Bau dieser Ordensanlage wurde vom König Béla IV. finanziell unterstützt. Die kleine Kapelle wurde ab 1298 zur Kirche erweitert, sie gilt als Vorgängerbau der heutigen Franziskanerkirche. Nach der Eroberung der Stadt durch die Osmanen im Jahr 1541 diente die Kirche nun unter dem Namen Dschami des Sinan Beys als Moschee. Nach der Vertreibung der Osmanen aus Pest wurde im Jahr 1690 das Gebäude erneut als Franziskanerkirche im Barockstil wiederaufgebaut. Diesmal wurde sie dem Petrus von Alcántara geweiht. Der als Herrengasse und später als Mönchengasse bzw. Mönchenplatz bekannte Kirchenvorplatz wurde zu einem der wichtigsten öffentlichen Plätzen der Stadt.

### Im 19. Jahrhundert

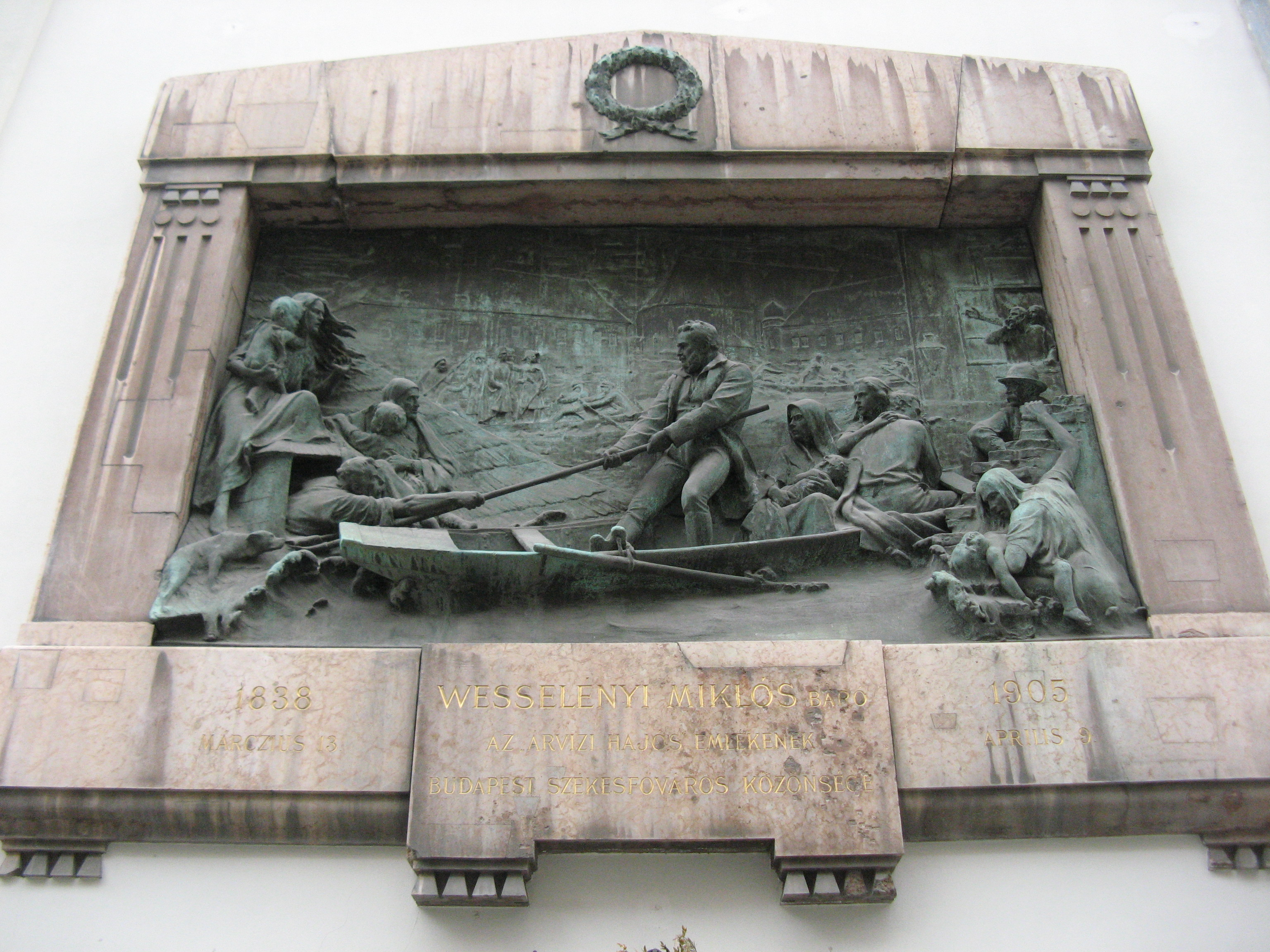
Relief zur Erinnerung an die Überschwemmung 1838 von Barnabas Holló (1895) an der Innerstädtischen Franziskanerkirche, Budapest

Im Jahr 1835 wurde vor der Franziskanerkirche der Nereidenbrunnen, der erste bildhauerisch gestaltete Brunnen Pests errichtet. Die Überschwemmung von 1838 verursachte zwischen dem 13. und 18. März schwere Schäden, insbesondere auf der Pester Seite. Die Höchstwasserstände werden an mehreren Gedenktafeln in den heutigen Innenbezirken angezeigt, darunter an der Seitenfassade der Franziskanerkirche zur Kossuth Lajos utca. Das Bronzerelief erinnert an den selbstlosen Einsatz von Baron Miklós Wesselényi, der persönlich viele Menschen aus den Fluten rettete.
Im Jahr 1841 gründete der deutsche Buchhändler Gustav Emich die Buchhandlung Athenaeum die innerhalb von wenigen Jahren zum größten Zeitungs- und Buchverlag des damaligen Ungarns wurde. Das ab 1868 im einstöckigen, barocken Palais Grassalkovich am Franziskanerplatz angesiedelte Verlagshaus und Druckerei trug maßgeblich zur Literaturproduktion des ungarischen kulturellen Erwachens bei. Das Palais stand bis zu seinem Abriss 1897 anstelle des heutigen Königsbazars.

### Der Brückenbau

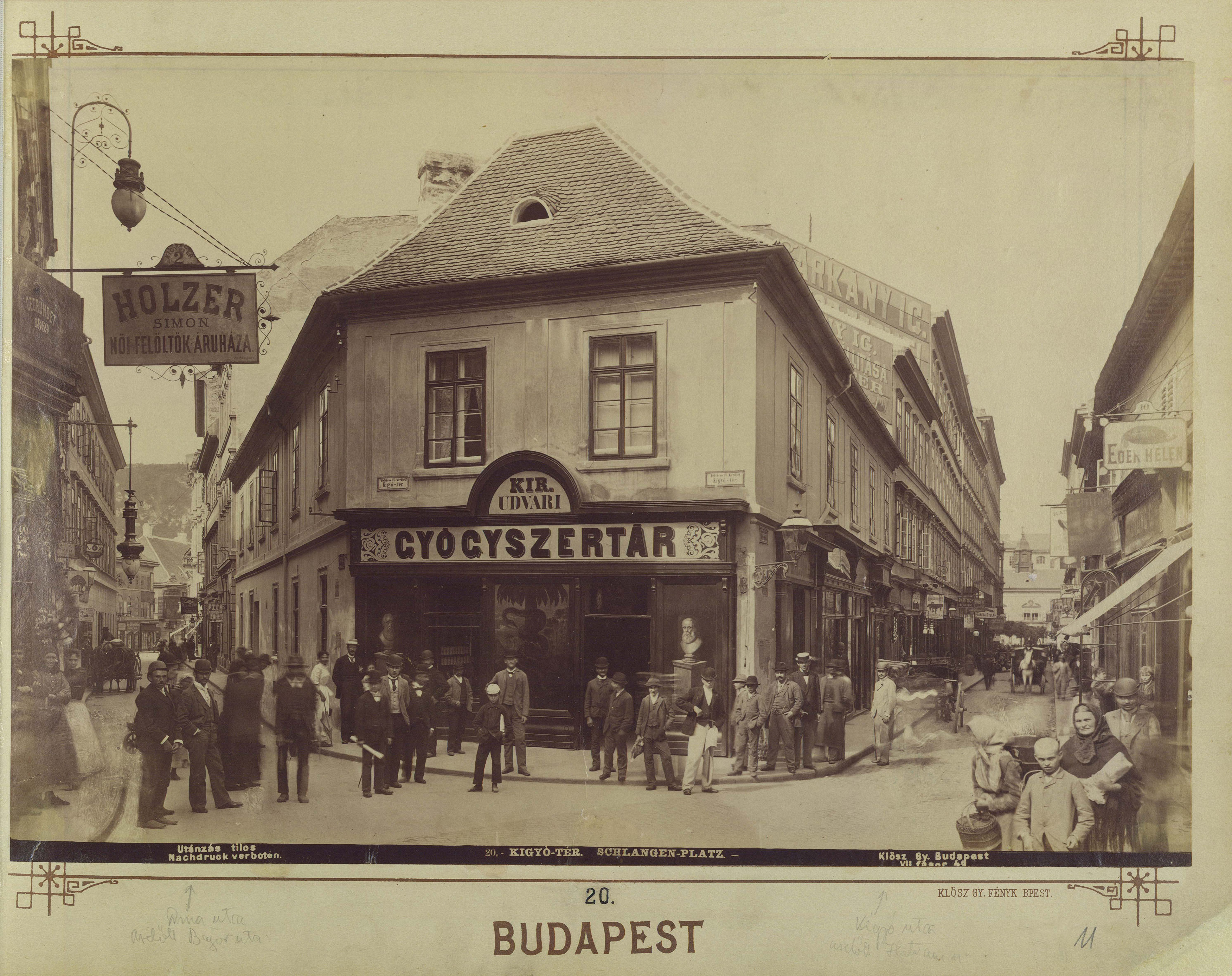
Der alte Schlangenplatz (Kígyó-tér) vor dem Bau der Elisabethbrücke. Die kleinteilige Bebauung und engen Gassen waren typische Merkmale der alten Pester Innerstadt. Aufnahme von György Klösz.

1893 wurde das Gesetz über den Bau der vierten Donaubrücke (der späteren Elisabethbrücke) vom Budapester Stadtrat beschlossen. Mit dem Brückenbau am damaligen Schwurplatz (Eskü tér, heute Március 15. tér) wurde die Pester Innenstadt radikal umstrukturiert. Ein Großteil des mittelalterlichen Stadtgewebes und der barock-klassizistischen Bausubstanz einschließlich des alten Pester Rathauses in der Schlangengasse (Kígyó utca) musste abgerissen werden und neuen Verkehrskorridoren weichen. Dabei wurde auch die Häuserreihe an der Westseite des kleinen Franziskanerplatzes beseitigt und der Platz mit dem neuentstandenen dreieckigen Schlangenplatz (Kígyó-tér) und der nun Kossuth Lajos utca getauften alten Hatvaner Landstraße (Hatvani út) zusammengeschlossen. Ab 1914 durchquerte eine Straßenbahnlinie die neue Brücke und somit den mittlerweile großstädtisch bebauten Schlangenplatz. Der nun vornehme Stadtplatz wurde nach der Jahrhundertwende mit den Statuen vom Rechtsgelehrten Stephan Werbőcy und vom Primas Péter Pázmány geschmückt. Die vom Kaiser und König Franz Joseph gestifteten Denkmäler wurden nach dem Zweiten Weltkrieg, wie viele andere Statuen und Denkmäler der Stadt, aus politischen Gründen beseitigt.

### Im 20. Jahrhundert

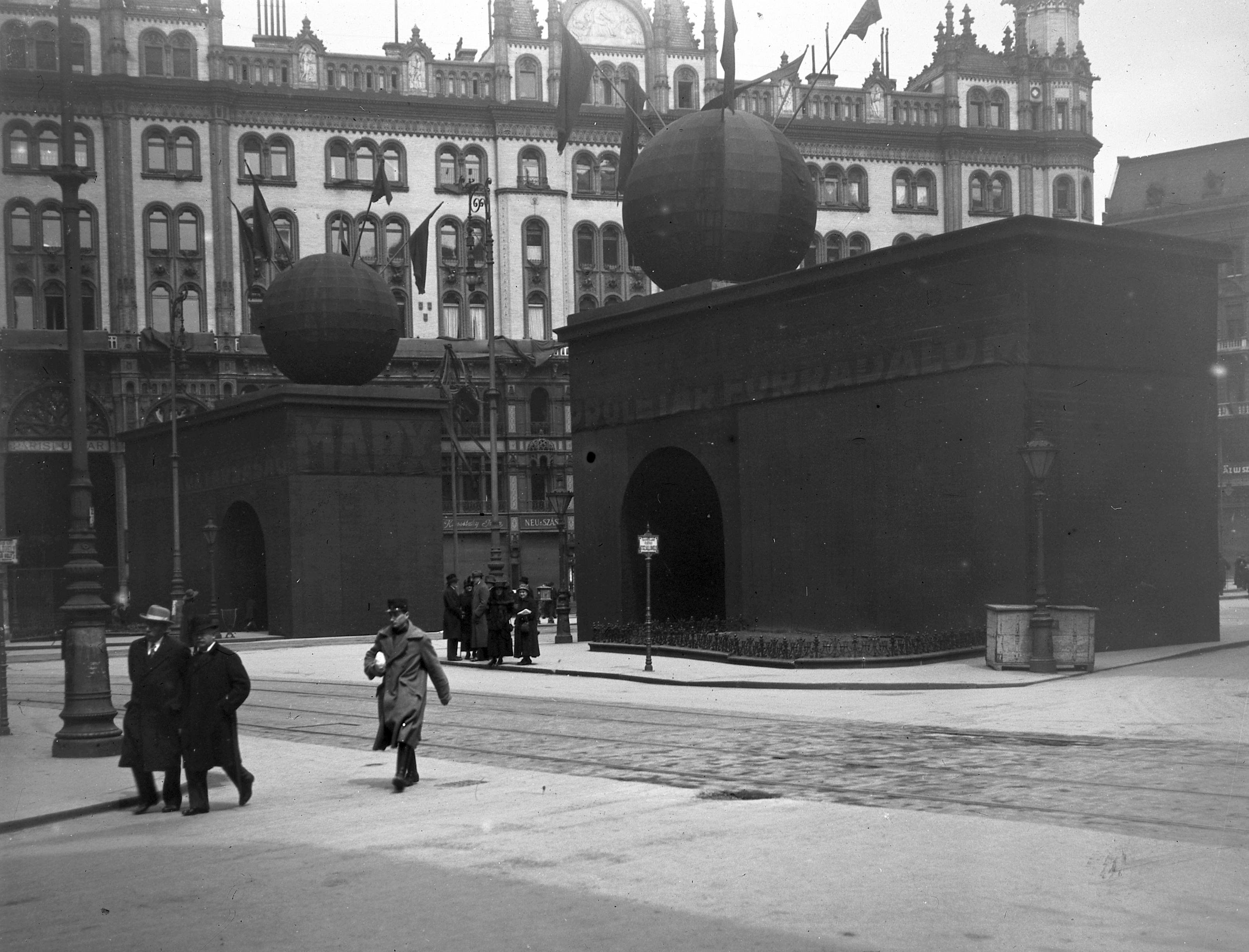
Das provisorische Siegestor am Schlangenplatz zur Zeit der Räterepublik. Im Hintergrund ist der Pariser Hof

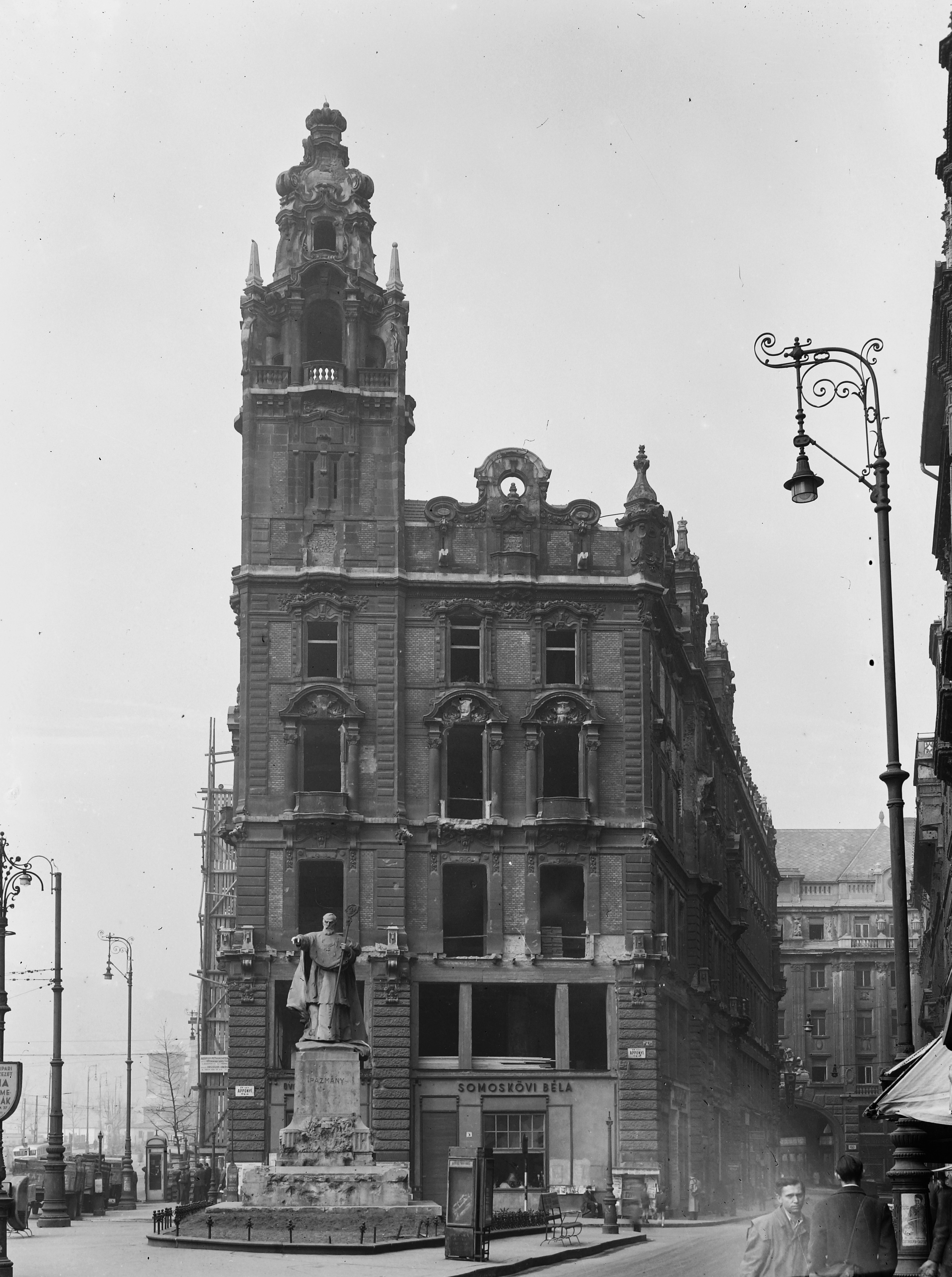
Der nördliche Klothilden-Palast 1949

Die Ausrufung der ungarischen Räterepublik im Jahr 1919 brachte schwerwiegende Veränderungen für das Leben des Hauses mit sich. Mit dem Zerfall der Monarchie verließ ein Großteil der ehemaligen Bewohnerschaft das Haus, die Hausverwaltung selbst wurde auch beseitigt. Vor dem Haus und den Klothilden-Palästen wurde ein provisorisches, mit rotem Tuch bedecktes Siegestor errichtet, das an die Entthronung der Habsburger erinnerte.
Der 1921 nach dem Grafen Albert Apponyi umbenannte Platz wurde während der Schlacht um Budapest im Zweiten Weltkrieg Schauplatz heftiger Kämpfen, der Großteil seiner Bauten blieb jedoch unzerstört. Der Wiederaufbau der am 18. Januar 1945 beim Rückzug von den deutschen Truppen gesprengte Elisabethbrücke verzögerte sich allerdings bis 1963, bis dahin blieb der nun in Befreiungsplatz umgetaufte Platz Endstation mehrerer in der Vorkriegszeit über die Donau geführten Straßenbahnlinien. Erst mit dem Wiederaufbau der Elisabethbrücke gewann der Platz wieder als Verkehrsknotenpunkt an Bedeutung. Parallel zum in den 1970er Jahren begonnenen U-Bahnbau wurde der Straßenbahnverkehr entlang der Ost-West-Achse Rákóczi út – Kossuth Lajos utca eingestellt und die Strecke zwischen Ostbahnhof und Budaer Seite im Sinne der „autogerechten Stadt“ als 2x3-spurige Stadtautobahn ausgebaut. Der Befreiungsplatz selbst wurde beinah komplett dem Autoverkehr übergeben, das Überqueren des Platzes zu Fuß war nunmehr ausschließlich durch Fußgängerunterführungen möglich. Der Fußgängerverkehr wurde durch die Rampen eines Y-förmigen Autotunnels vor der Universitätsbibliothek, dem Pariser Hof und in der Petőfi Sándor utca weiter eingeengt.

### Sanierung

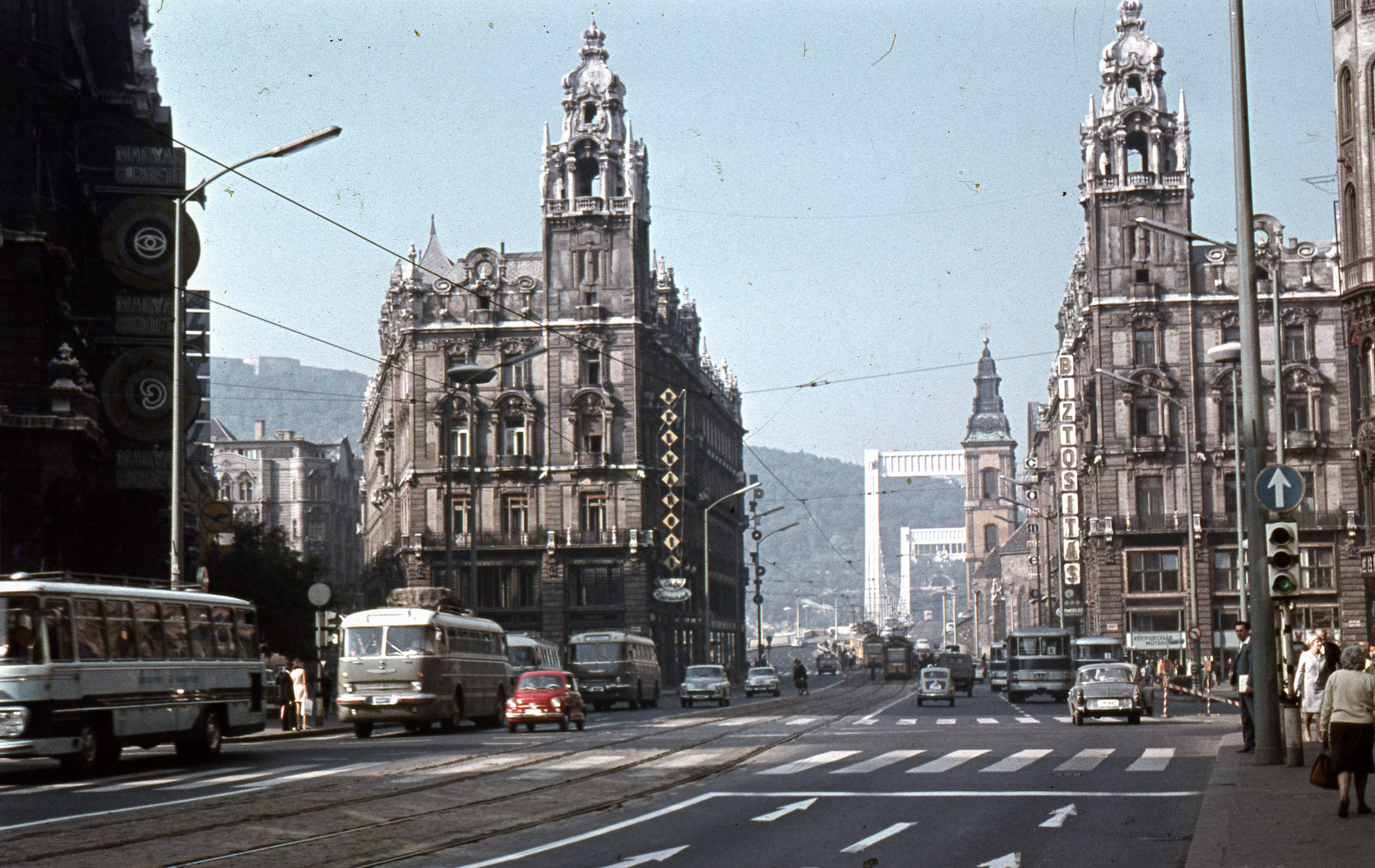
Die Stadtautobahn

Der nach dem Zerfall des Sozialismus nun einheitlich in Ferenciek tere umbenannte Franziskanerplatz wurde, wie schon in den letzten Jahrzehnten des untergegangenen Regimes, von einem allmählich verwahrlosten Bild geprägt: die vom starken Autoverkehr schwarzgefärbten Steinfassaden, die uneinheitliche und abgenutzte Straßenpflasterung, sowie die beinah leerstehende Pariser Passage trugen dazu bei. Eine umfassende Umgestaltung und Rehabilitierung des Platzes erfolgte erst 2012–2014 im Rahmen des Budapest Szíve Program ('das Herz Budapests Programm') mit dem Ziel der Verkehrsberuhigung beider Achsen, der Beseitigung des Y-Tunnels, der Ausweitung der Fußgängerflächen, der Begrünung, der Sanierung und Erweiterung der Fußgängerunterführung, sowie der Errichtung mehrerer oberirdischen Fußgängerübergänge. Die Fläche des ehemaligen Schlangenplatzes erhielt eine an Schlangenschuppen erinnernde Steinpflasterung. Unabhängig von diesem Projekt wurden die meisten Anrainergebäude aus Privatkapitel erneuert, viele fanden neue Funktionen (z. B. der Pariser Hof oder die Klothilden-Paläste als Luxushotel).

## Historische Namen
Dank seiner exponierten Lage und unregelmäßiger Form wurde der zweiteilige Platz während seiner Geschichte unter einer hohen Anzahl an verschiedenen Namen bekannt. Bis ins 19. Jahrhundert wurde im damaligen Pest mehrheitlich deutsch gesprochen, das sich auch in der historischen Namensgebung widerspiegelt.
| Ostteil (Nord-Süd-Achse) | Ostteil (Nord-Süd-Achse)                                                           | Westteil (Ost-West-Achse)                                    | Westteil (Ost-West-Achse)                                           |
| ------------------------ | ---------------------------------------------------------------------------------- | ------------------------------------------------------------ | ------------------------------------------------------------------- |
| 16. Jhd                  | Platea Dominorum (ung. Urak utcája, dt. Herrengasse) Petrigasse (Szent Péter utca) | ab 1700                                                      | Getreyde Marktplatz (ung. Búzapiac tér)                             |
| 1690                     | Herrengasse (Úri utca)                                                             | ab 1700                                                      | Getreyde Marktplatz (ung. Búzapiac tér)                             |
| 1703                     | Mönchengasse (Barátok utcája)                                                      | ab 1700                                                      | Getreyde Marktplatz (ung. Búzapiac tér)                             |
| 1727                     | Mönchenplatz (Barátok tere)                                                        | ab 1730                                                      | Weiße Rosen Platz (Vörös Rózsa tér) Sebastien Platz (Sebestyén tér) |
| 18. Jhd.                 | Franziskanerplatz (Ferenciek tere) Universitätsplatz (Egyetem tér)                 | ab 1788                                                      | Schlangenplatz (Kígyó tér)                                          |
| ab 1874                  | Ferenciek tere (Franziskanerplatz)                                                 | ab 1874                                                      | Kígyó tér (Schlangenplatz)                                          |
| ab 1874                  | Ferenciek tere (Franziskanerplatz)                                                 | ab 1921                                                      | Apponyi tér (Graf-Apponyi-Platz)                                    |
| ab 1962                  | Károlyi Mihály utca (Mihály-Károlyi-Gasse)                                         | ab 1951                                                      | Felszabadulás tér (Befreiungsplatz) umgangssprachlich ‘Felszab tér‘ |
| ab 1991                  | Ferenciek tere (Franziskanerplatz) - einheitlich beide Teile                       | Ferenciek tere (Franziskanerplatz) - einheitlich beide Teile | Ferenciek tere (Franziskanerplatz) - einheitlich beide Teile        |

## Markante Gebäude

### Klothilden-Paläste

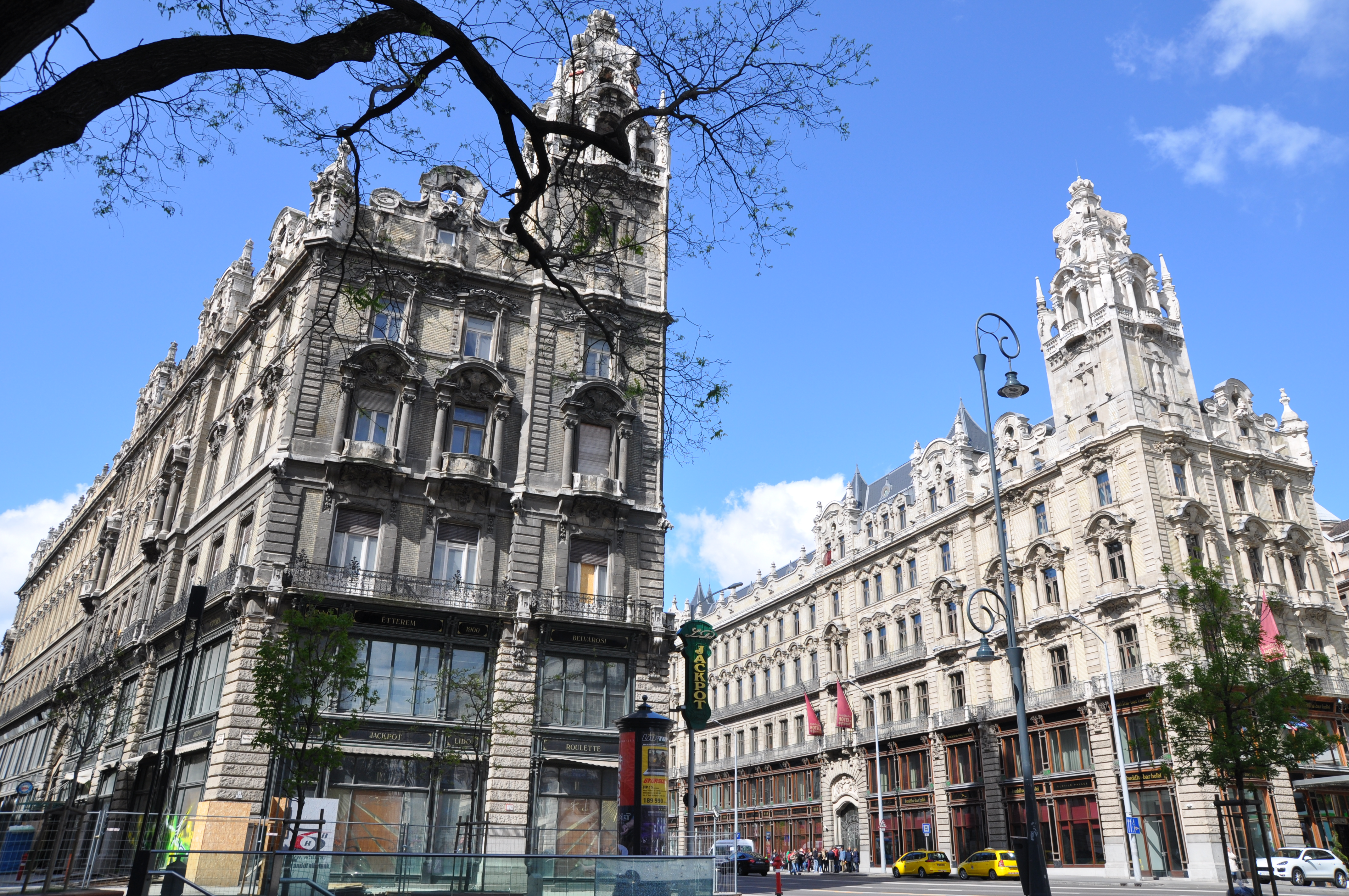
Die Klothilden-Paläste

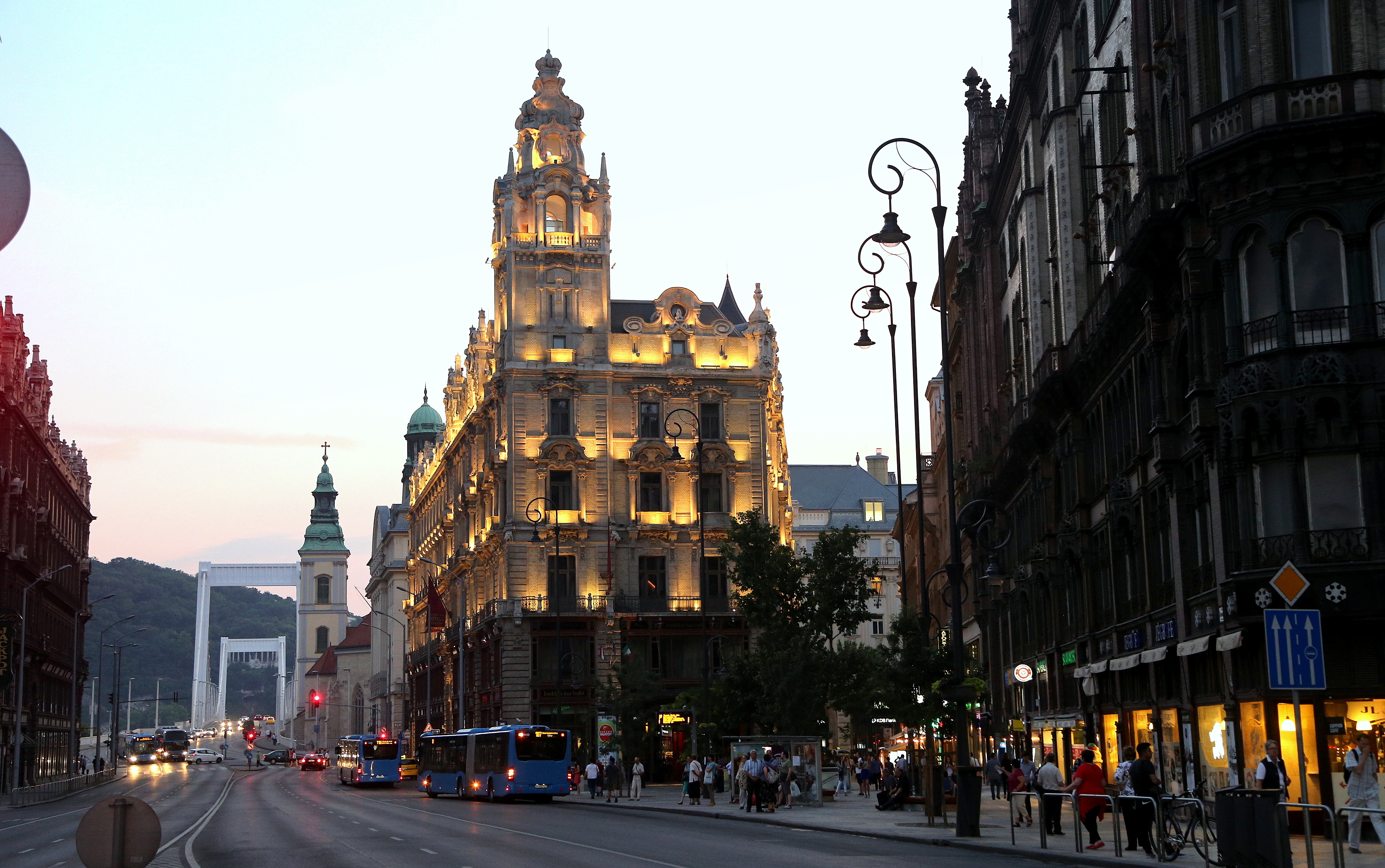
Der nördliche Palast als Hotel

Klotild paloták (Ferenciek tere 1. & 12.), geb. 1899–1902, Neobarock-Jugendstil
Der monumentale Zwillingsbau der Klothilden-Paläste (Klotild paloták) bildet das symbolische Tor zur Elisabethbrücke. Die im Zuge des Brückenbaus freigewordenen Grundstücke am neugestalteten Schlangenplatz wurden von der Gemahlin des Erzherzogs Joseph Karl Ludwig von Österreich, der Erzherzogin Clotilde von Sachsen-Coburg-Gotha erworben und nach den Plänen des Architektenduos Flóris Korb und Kálmán Giergl 1899–1902 bebaut. Die Stahlstruktur der spiegelsymmetrischen Zwillingsgebäude ist mit einer geschnitzten Stein- und Zierziegelverkleidung bedeckt, die Glasfenster wurden im Werkstatt Miksa Róths hergestellt, die Kachelöfen kommen aus der Fünfkirchner Zsolnay-Manufaktur, die 48 Meter hohen Türme sind mit den Nachbildungen der erzherzoglichen Krone geschmückt. Hier wurde erste Aufzug Budapests von der Firma OTIS installiert. In einer der herrschaftlichen Mietwohnungen des Südpalast wohnte der Architekt Flóris Korb. Die offiziell einfach nur 'nördlicher' und 'südlicher' Klothilden-Palast genannten Gebäudeteile sind unter den Budapestern liebevoll als Klotilde und Mathilde (Klotild és Matild) bekannt. Der urbanen Legende nach handelt es sich bei der Letzteren um die vermeintliche Zwillingsschwester der Bauherrin. Bereits während des Ersten Weltkriegs verkaufte die Erzherzogin aus finanziellen Gründen das Gebäudekomplex. Im Südpalast funktionierte jahrzehntelang das Literatencafé Belvárosi Kávéház (dt. Innenstädtisches Kaffeehaus), welches als erstes Etablissement der Hauptstadt nach der Belagerung Budapests bereits am 18. Februar 1945 wiedergeöffnet hat. Die im Zweiten Weltkrieg schwer beschädigten und nach dem Krieg der Ungarischen Post zugewiesenen Gebäude wurden in den letzten Jahren saniert. Heute beherbergen sie Luxushotels sowie eine Buddha Bar.
Hinter den Klothilden-Palästen verläuft die Váci utca (Waitznergasse), die bekannteste Flaniermeile der Stadt. Die Hausnummerierung des Franziskanerplatzes beginnt mit dem südlichen und endet mit dem nördlichen Palast.

### Königliches Zinshaus

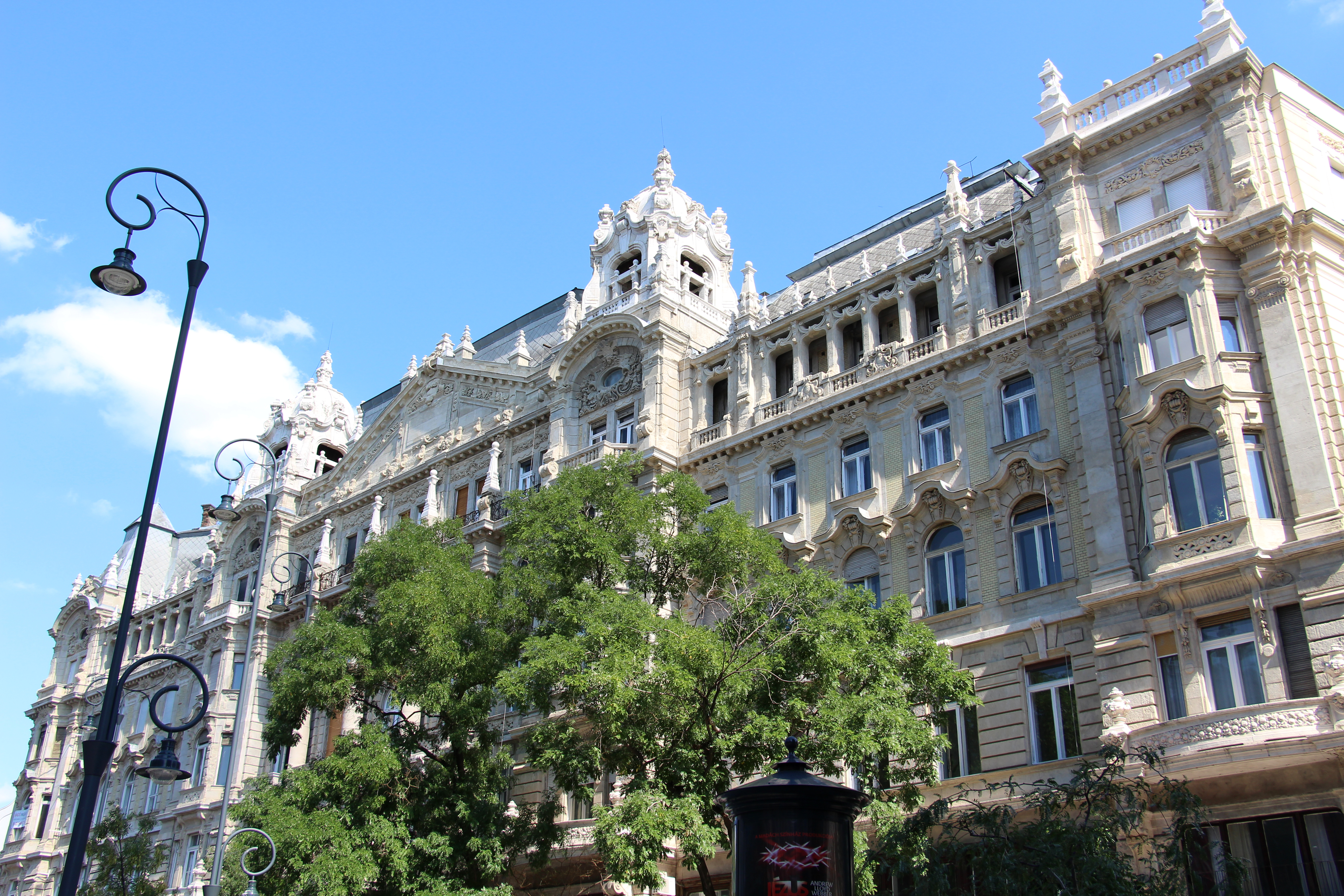
Königliches Zinshaus, sanierte Nordwestfassade

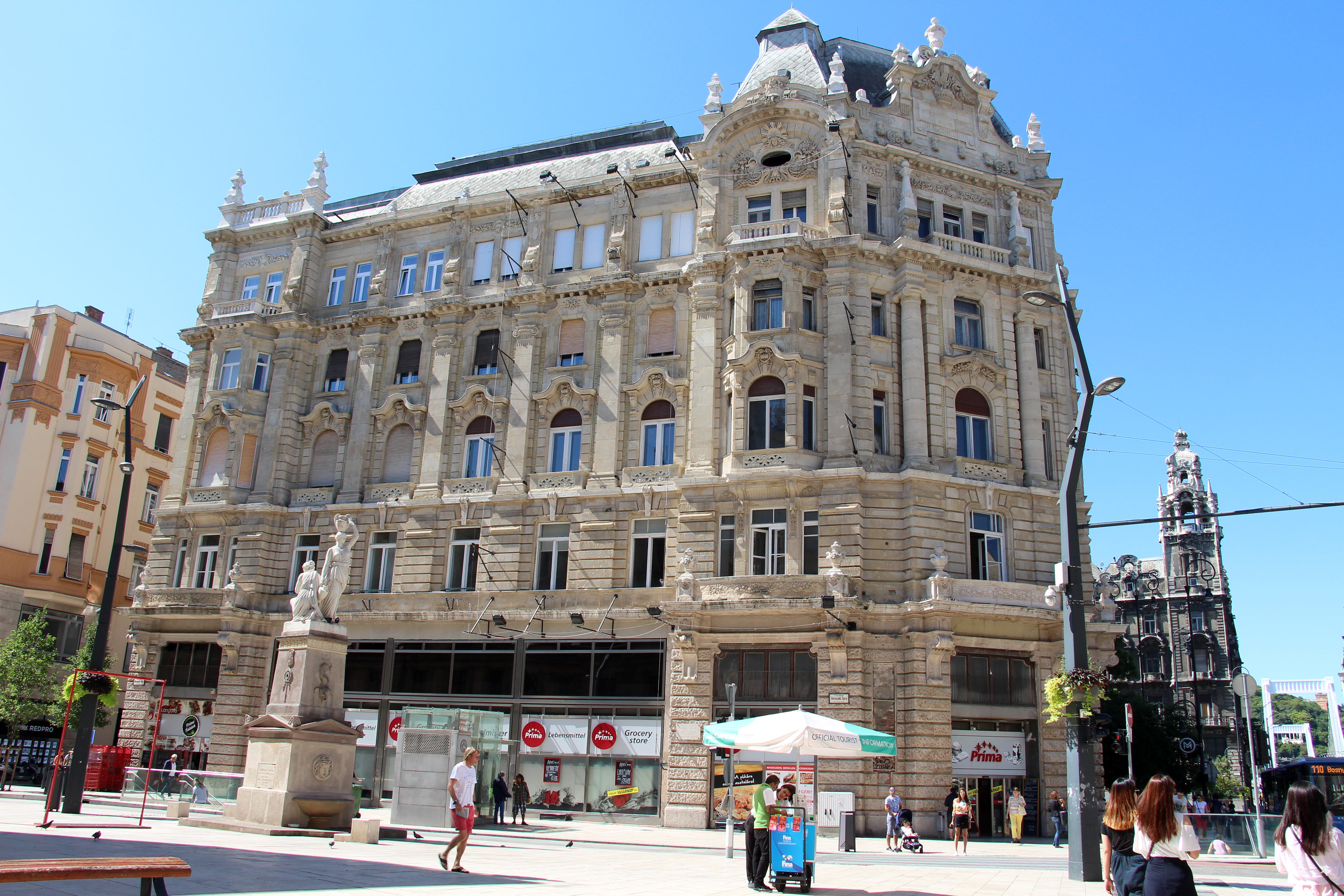
Ostfassade mit einem der Klothilden-Paläste im Hintergrund

Királyi bérház (Ferenciek tere 2.) geb. 1899–1902, vom Jugendstil beeinflusster Historismus
Das imposante königliche Zinshaus an der Südostseite des ehemaligen Schlangenplatzes wurde 1899–1902 nach den Plänen der Architekten Flóris Korb und Kálmán Giergl an der Stelle der abgerissenen königlich-ungarischen Curia (Oberster Gerichtshof) gebaut. Bauherr war die Generaldirektion der Privat- und Familienfonds Seiner k. und k. Apostolischen Majestät, d. h. der österreichische Kaiser und ungarische König Franz Joseph I., der die Baupläne persönlich genehmigte und die Bauarbeiten zweimal besichtigte. Das monumentale, mit Steintürmen, Giebeln und grandiosen Dachvolumen verzierte Erscheinungsbild des Hauses nimmt auf die ebenfalls von Mitgliedern der Herrscherfamilie in Auftrag gegebenen und vom selben Architektenduo entworfenen Klothilden-Paläste Bezug. Bereits während des Ersten Weltkriegs verkauften die Habsburger aus finanziellen Gründen das Gebäude. Das vierstöckige Haus verfügt über 24 (mittlerweile 66) großbürgerliche Wohnungen sowie 12 Geschäftsräume im Erdgeschoss. Die aus Fiume stammenden Gebrüder Deisinger eröffnetem im Eckgeschäft das legendäre „Fratelli Deisinger“, einen der größten Tee- und Kolonialwarenladen der ungarischen Hauptstadt. Das umgangssprachlich nur „Fratelli“ genannte Luxusgeschäft fungierte während des Sozialismus unter dem Namen „Csemege Delikatessen“ als beinah einziger Laden, der aus dem westlichen Ausland importierte Waren führte. Im Zweiten Weltkrieg brannte der gesamte Dachstuhl aus, der Wiederaufbau fand in einer stark vereinfachten Form statt. Die jahrzehntelang stark schwarz verfärbten Steinfassaden wurden erst in den letzten Jahren umfangreich gereinigt. Im Haus befinden sich weiterhin Privatwohnungen.

### Königsbazar

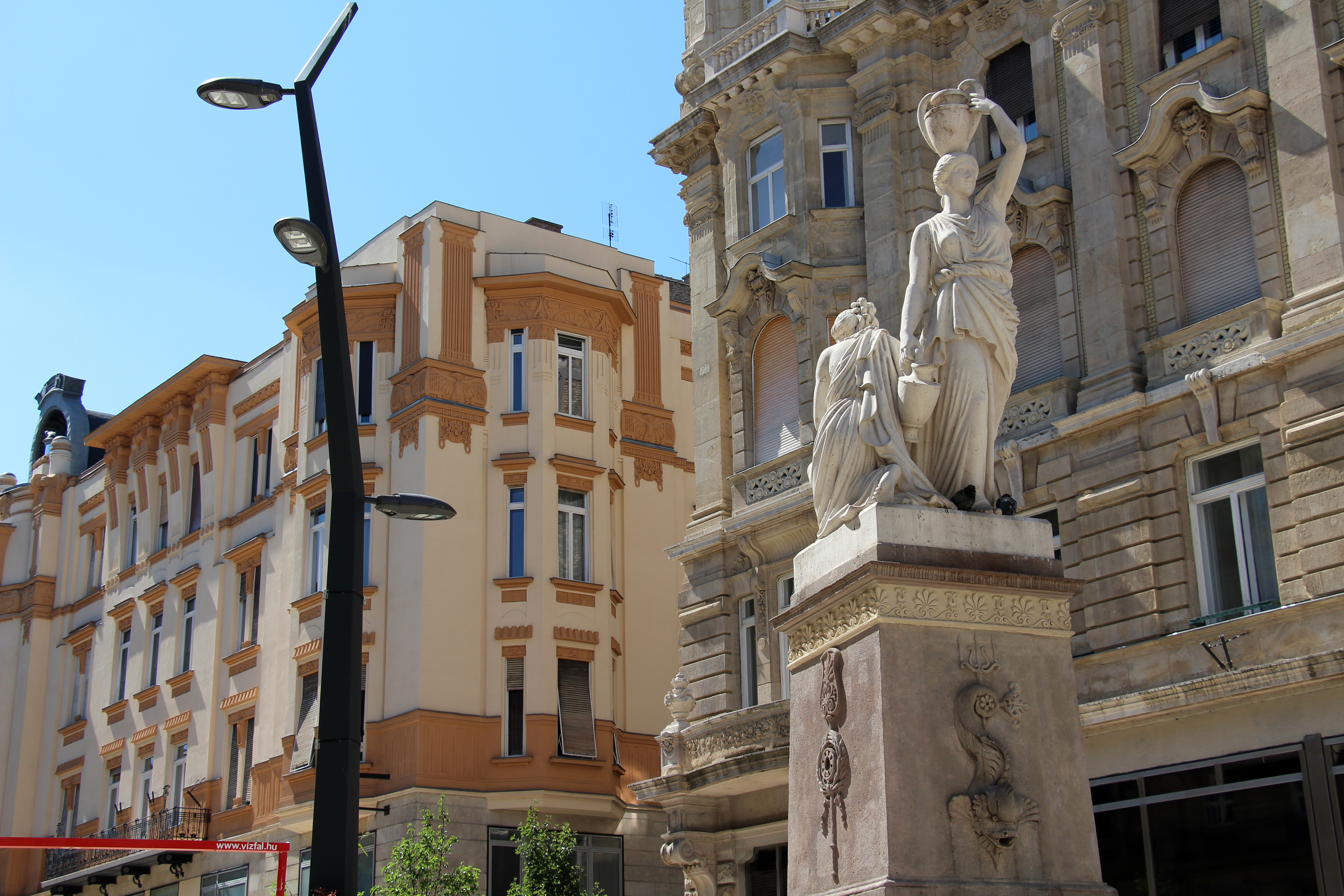
Der Nereidenbrunnen mit dem Königsbazar (rechts) im Hintergrund

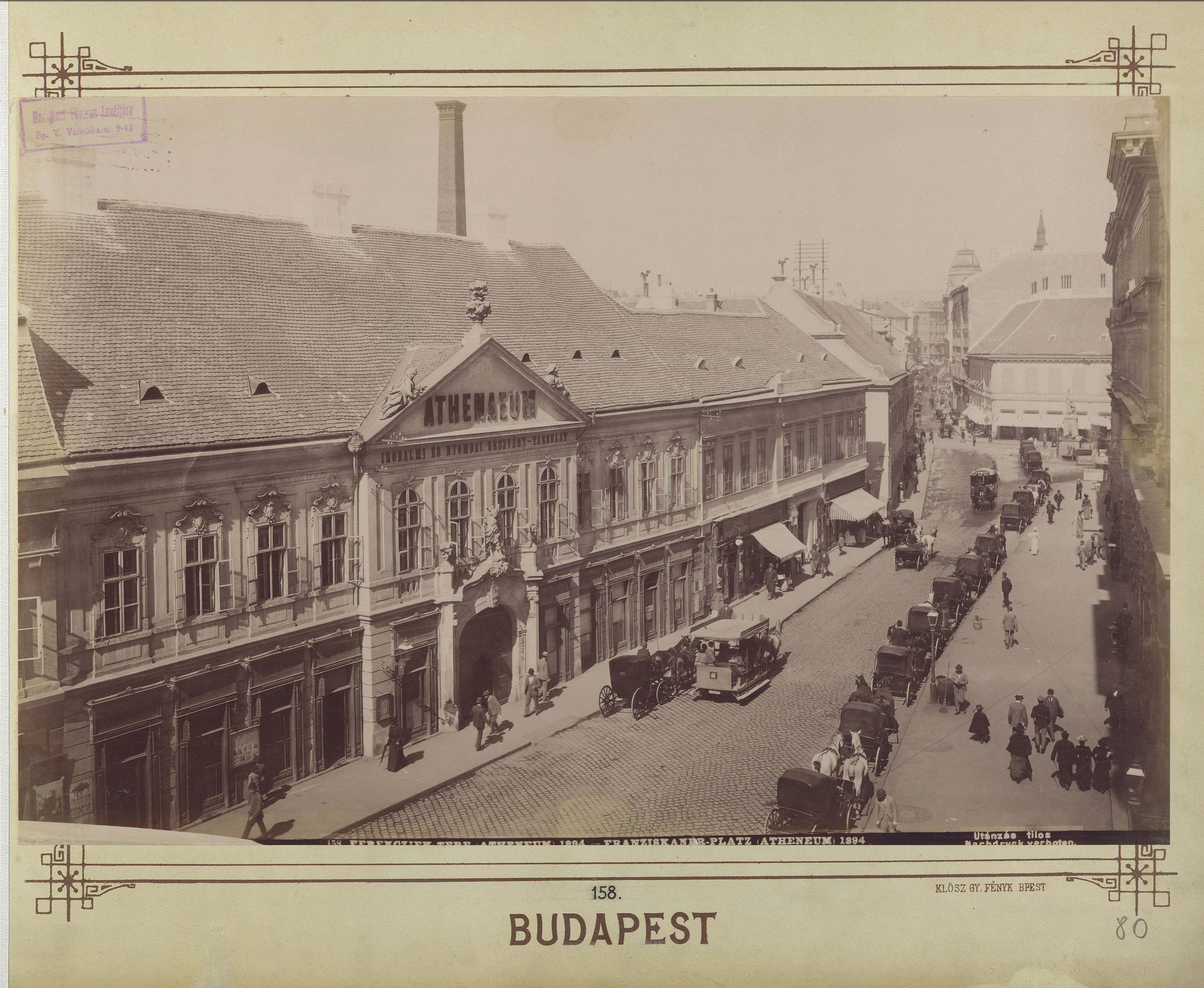
Das ehemalige Athenaeum im Palais Grassalkovich (vor 1897)

Király Bazár (Ferenciek tere 3–5.), geb. 1899–1902, Jugendstil
Auf dem Grundstück befand sich bis zum Ende des 19. Jahrhunderts das Palais Grassalkovich. Der einstöckige Barockbau war Sitz mehrerer Zeitungsredaktionen sowie des berühmten Athenaeum Verlags. Anstelle des im Zuge des Brückenbaus 1897 abgebrochene Palais wurde nach den Plänen von Gyula Ullmann und Aladár Kármán ein dreistöckiger, von drei Straßen begrenzter Gebäudekomplex in reinstem Wiener Jugendstil gebaut. Das als Miet- und Geschäftshaus errichtete Gebäude verfügte über eine Passage und mehrere Innenhöfe. Das ursprüngliche, pyramidenförmige Dach sowie zahlreiche Giebel und Fassadenornamente fielen Kriegszerstörungen zum Opfer. Der im Sozialismus stark verfallene Bau wurde 2015 renoviert, das ursprüngliche Jugendstildach des Mittelrisalits wurde allerdings nicht wiederaufgebaut. In einem der Lokale des Untergeschosses befindet sich seit 1968 das unter der ELTE-Studentenschaft legendäre Ibolya Presszó, ein im Retro-Stil eingerichtetes Bistro.

### Café Cantral

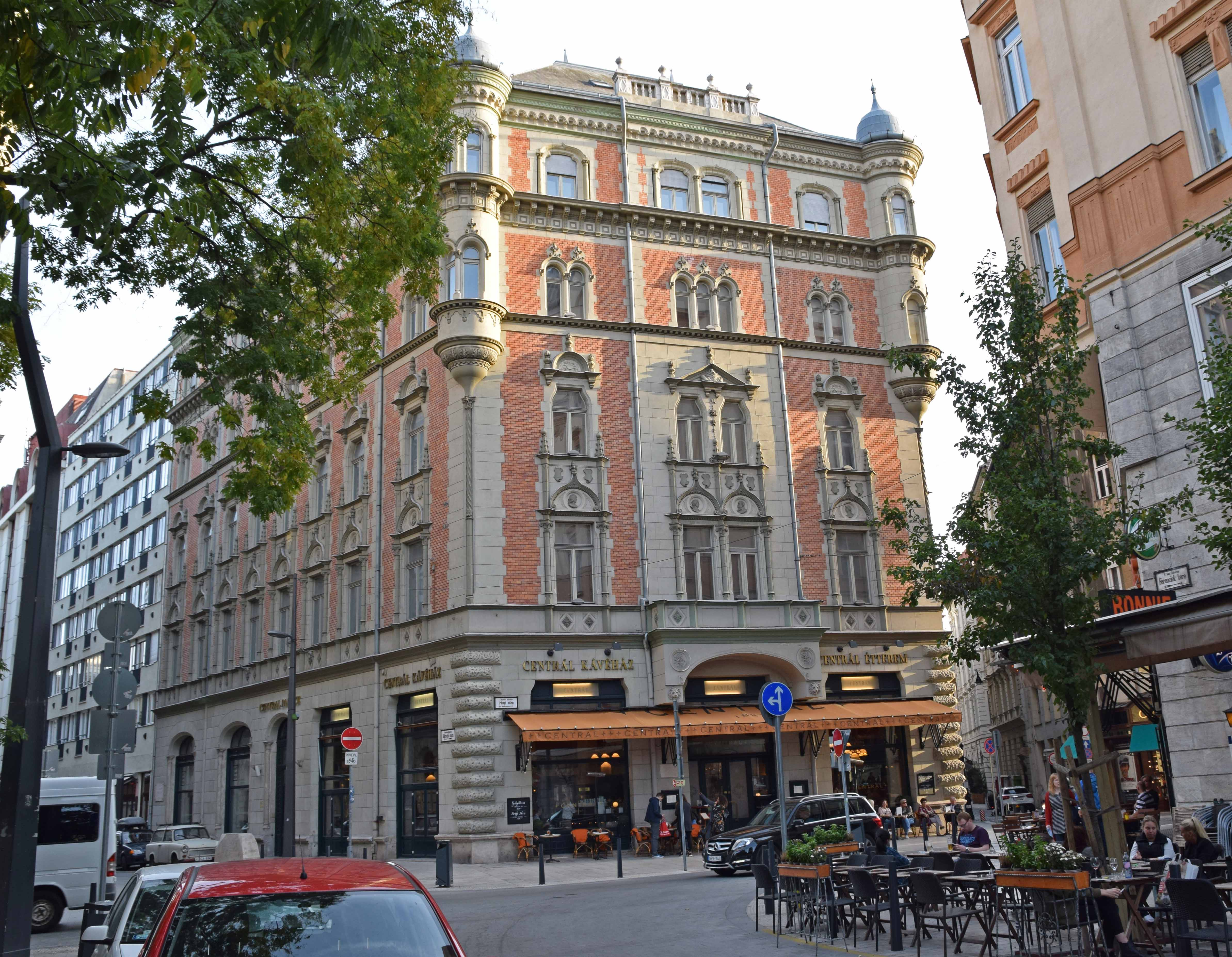
Das Café Central im Ullmann'schen Haus

Central Kávéház (Károlyi Mihály utca 9.), geb. 1887, Neugothik
Das Café Central is eines der wenigen bis heute funktionierenden historischen Kaffeehäuser Budapests. Es wurde im Jahr 1887 im vom Architekten Zsigmond Quittner entworfenen Ullmann'schen Haus (Erényi Ullmann Lajos háza) eröffnet. Neben dem Café New York und dem Café Hadik galt das Central als wichtigster Treffpunkt des ungarischen Literaturlebens der Jahrhundertwende und der Zwischenkriegszeit. Zu seinen Stammgästen gehörten zahlreiche Schriftsteller, Dichter, Journalisten, Künstler und Wissenschaftler, z. B. Kálmán Mikszáth, Sándor Bródy, Ferenc Herczeg, Géza Gárdonyi, Endre Ady, Dezső Kosztolányi, Frigyes Karinthy, Mihály Babits, Zsigmond Móricz, Árpád Tóth oder Lőrincz Szabó, hier tagten die Redaktionen einiger Zeitschriften (Nyugat, A Hét) sowie Clubs und Vereine. Nach der Verstaatlichung 1949 wurde das Café als Büro, Kantine, Studentenklub und schließlich ab 1993 als Spielhalle benutzt. Das nach Originalplänen renovierte Café wurde 2000 wiedereröffnet.

### Palais Ybl (ehem.Erste Pester Sparkasse)

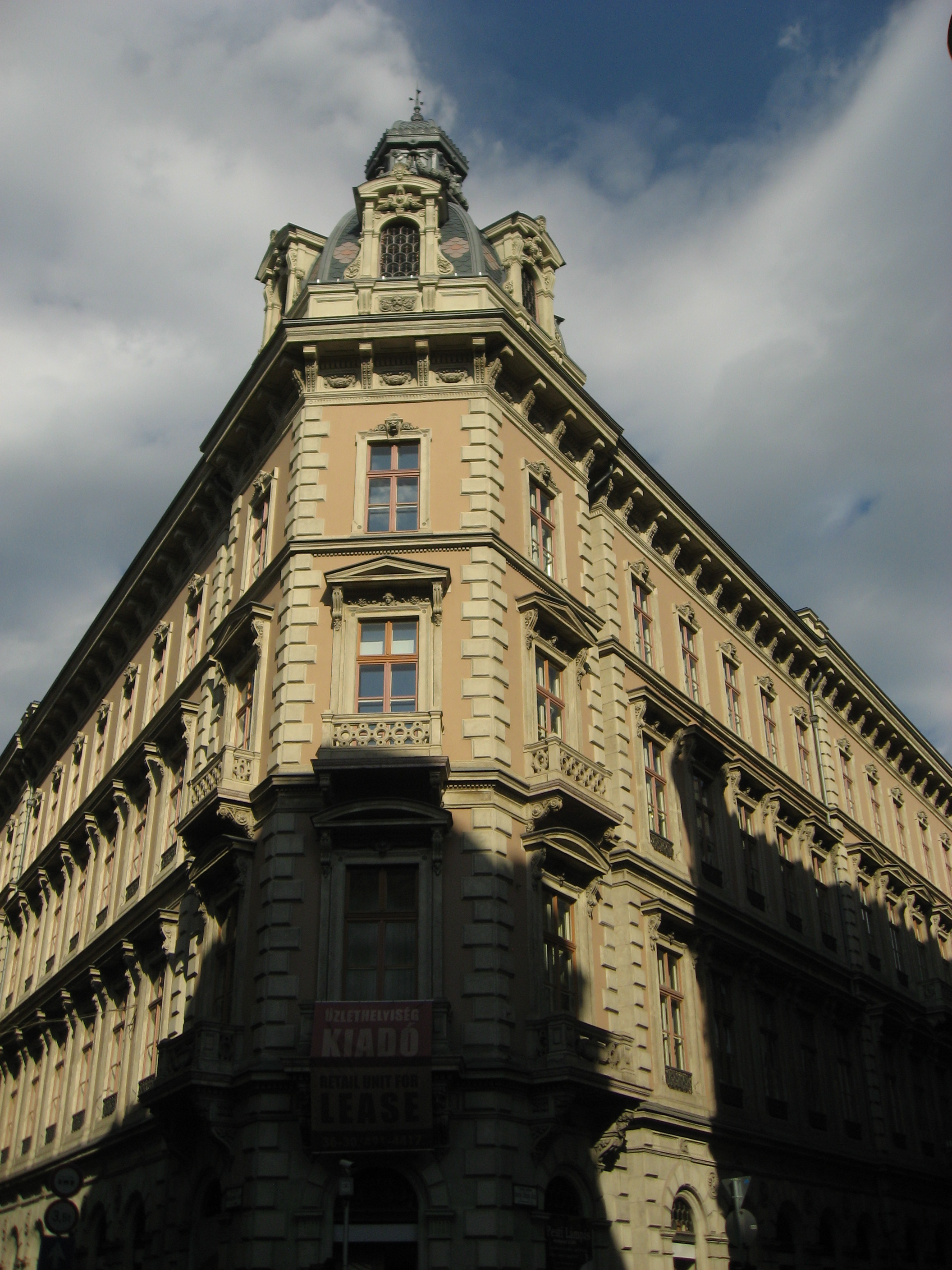
Das Palais Ybl

Ybl-palota, volt Pesti Hazai Első Takarékpénztár (Károlyi Mihály utca 12.), geb. 1866–1869, Neorenaissance
Das dreistöckige Gebäude wurde als Zentrale der Ersten Pester Sparkasse vom Architekten Miklós Ybl zwischen 1866 und 1869 gebaut. In den oberen Etagen wurden elegante Miet- und Beamtenwohnungen eingerichtet, der Erdgeschoss diente kommerzielle Funktionen. Nach der Verstaatlichung 1948 fungierte das Gebäude als Sitz der Budapester Wasserwerke. Im Zuge des U-Bahnbaus wurde das Haus strukturell beschädigt und musste in den 1980er Jahren evakuiert werden. Das mittlerweile als Palais Ybl bekannte ehemalige Sparkassengebäude wurde erst 1998 generalsaniert und beherbergt seither Büros und im Innenhof eine Bar. Das Palais mit der bunten Eckkuppel und glasbedecktem Innenhof steht unter Denkmalschutz.

### Universitätsbibliothek

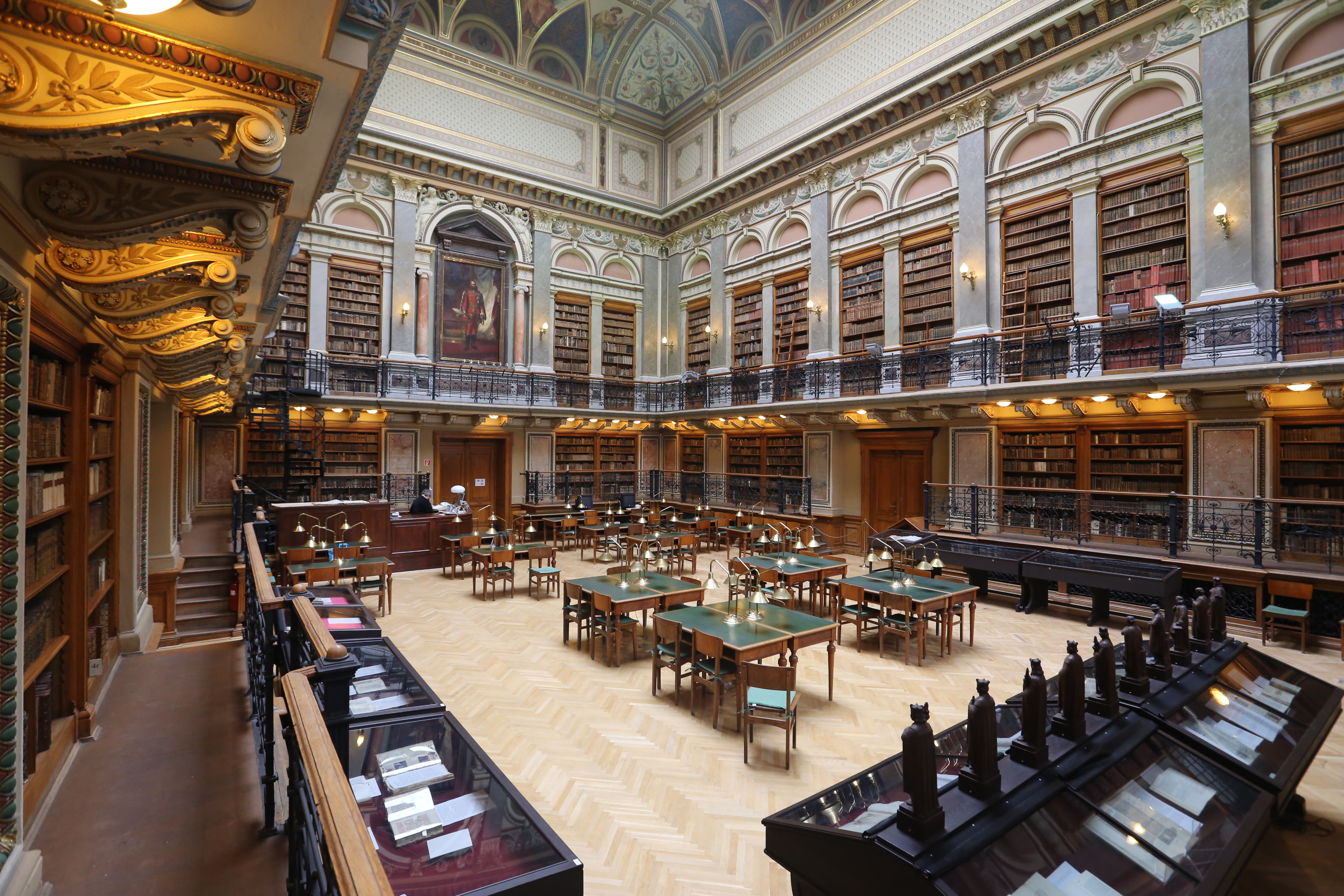
Die Hauptlesehalle der UB

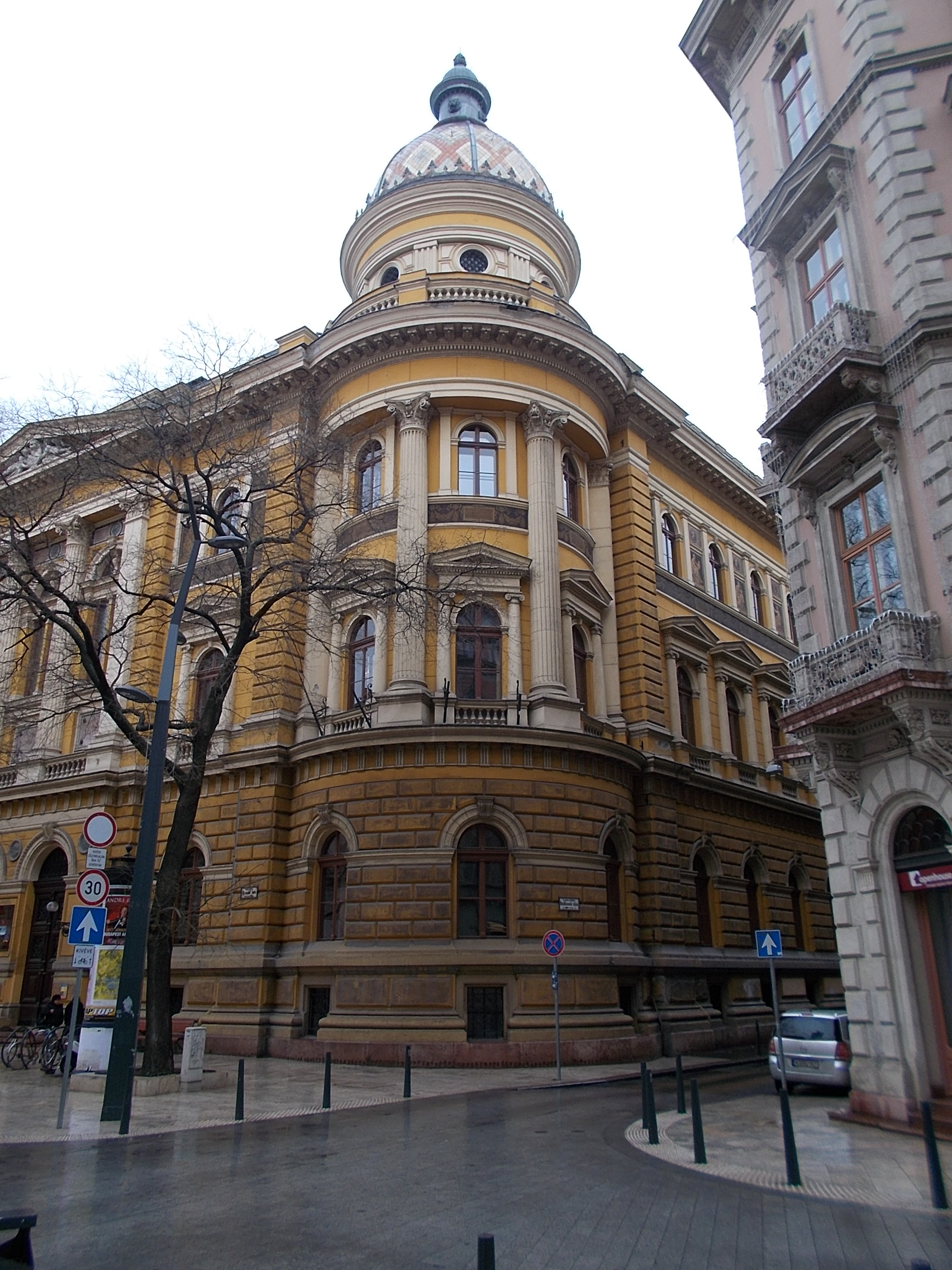
Die Eckkuppel der UB

Egyetemi Könyvtár (Ferenciek tere 6.), geb. 1873–1876, Neorenaissance
Die Zentralbibliothek ist die Kernbibliothek der Universitätsbibliothek (UB) der Eötvös-Loránd-Universität Budapest (ELTE). Die Bibliothek der im Jahr 1784 von Buda nach Pest umgesiedelte, damals noch Königlich Ungarische Universität (Magyar Királyi Egyetem) genannte Hochschule fand im Franziskanerkloster am Franziskanerplatz eine neue Stätte. Zwischen 1873 und 1876 wurde der UB nach den Plänen der ungarischen Architekten Henrik Koch und Antal Szkalnitzky ein repräsentatives Gebäude im Stil der Neorenaissance gebaut. Die neue UB war das erste für Bibliothekszwecken errichtete Gebäude der Universität und die erste öffentliche Bibliothek des Landes. Das Eckgebäude verfügt über eine bunte, standbildprägende Kuppel, die Sgraffitos wurden von Mór Than entworfen, die Fresken der Hauptlesehalle sind Werke des deutsch-ungarischen Malers Károly Lotz.

### Franziskanerbazar

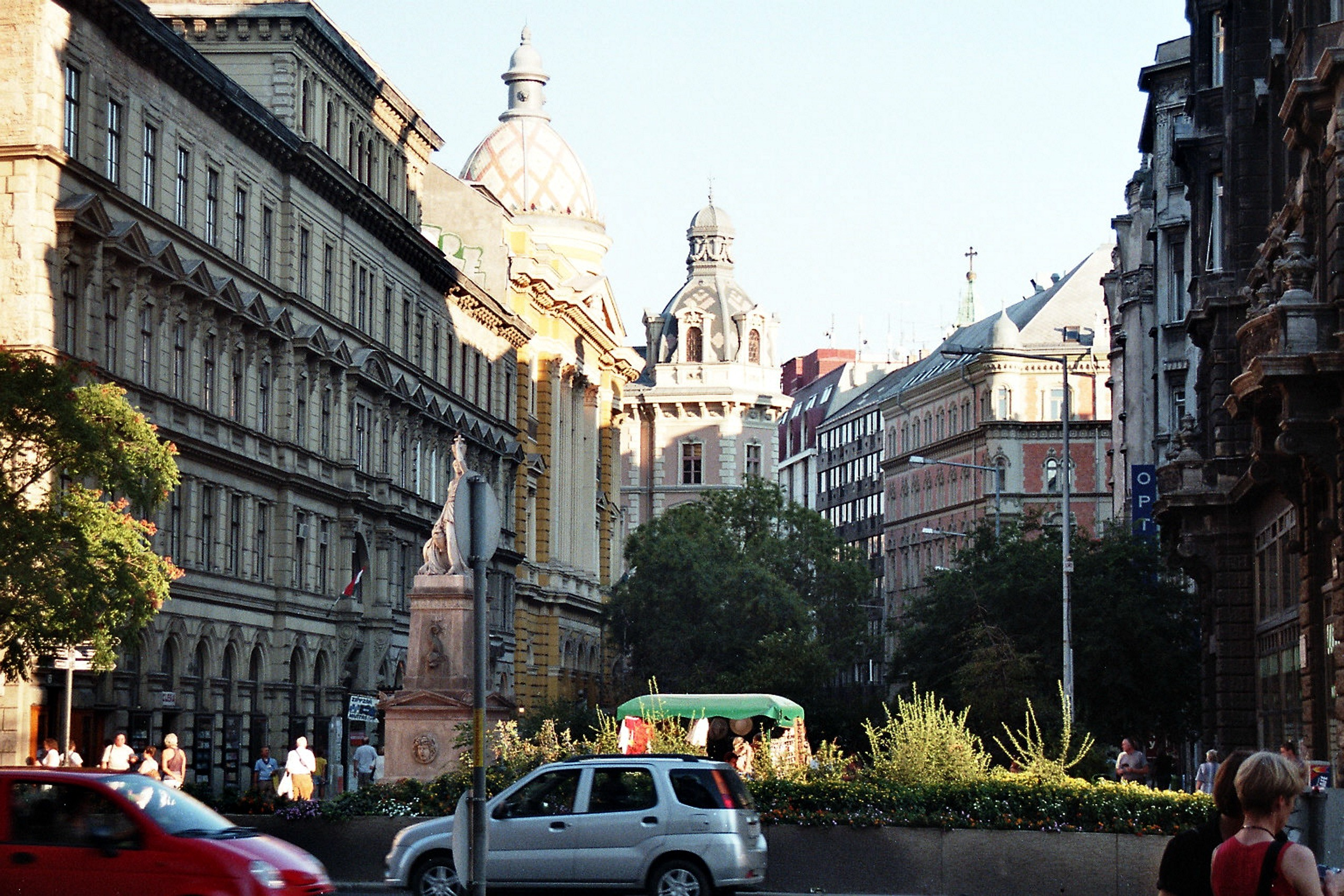
Der alte Franziskanerplatz vor dem Umbau. Von links nach rechts: Franziskanerbazar, UB-Gebäude, Palais Ybl, Café Central

Ferences Bazár (Ferenciek tere 7–8.), geb. 1876–1877, Eklektisch
Angrenzend an der Innenstädtischen Franziskanerkirche steht das dreistöckige, mit einem vierstöckigen Mittelrisalit versehene Gebäude des Franziskanerbasars. Sein Vorgängerbau, das ursprünglich gotische Franziskanerkloster wurde nach der Osmanenzeit dem Orden zurückerstattet und im Barockstil wiederaufgebaut. Im Zuge des Baus der Elisabethbrücke initiierten die Franziskaner 1875 den Abriss der gesamten Anlage einschließlich der Kirche und des Klosters. Die Stadtverwaltung verhinderte die Zerstörung der Kirche, das einstöckige Klostergebäude durfte allerdings einem neuen, lukrativen Wohn- und Geschäftshaus weichen. Seit 1934 beherbergt das Gebäude das Nobelrestaurant Kárpátia, das während des Sozialismus ein beliebter Treffpunkt konservativer Intellektuellen (unter anderem von János Pilinszky, Zoltán Jéklely, István Nemeskürthy) war. Während des U-Bahnbaus in den 1970er Jahren wurde auch dieses Gebäude strukturell beschädigt und musste samt Restaurant saniert werden. Das Gebäude verfügt über einen großen L-förmigen Innenhof der als öffentliche Verbindung zwischen Franziskanerplatz und Kossuth Lajos utca dient.

### Innerstädtische Franziskanerkirche
Belvárosi Ferences templom (Ferenciek tere 9.), geb. 1715–1743, Barock

### Palais Csáky-Cziráky

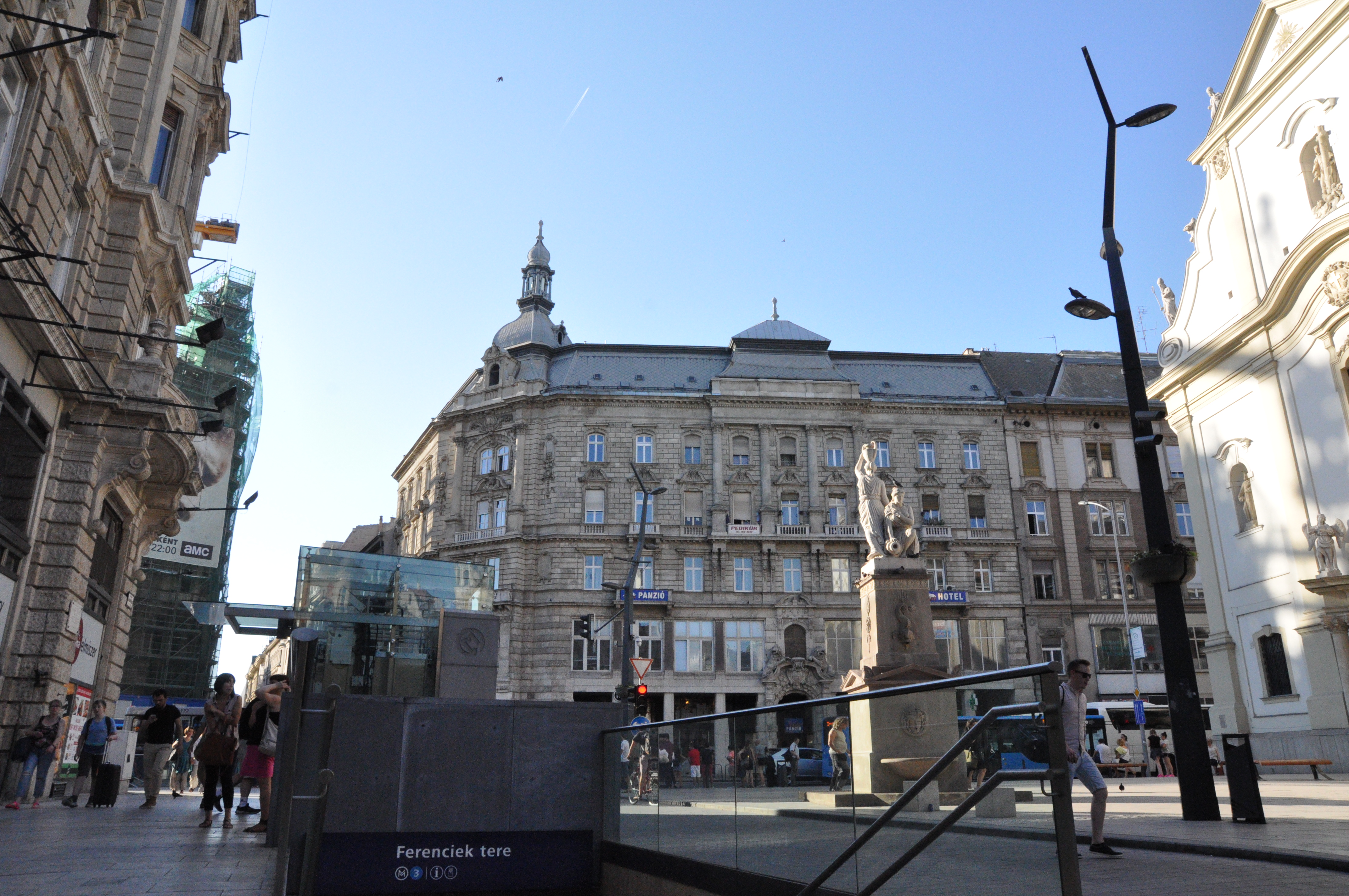
Palais Csáky-Cziráky

Csáky-Cziráky palota (Petőfi Sándor utca 1./ Kossuth Lajos utca 2A) geb. 1895–1896, eklektisch
Gebaut für den Grafen und ehem. Bildungsminister Albin Csáky nach den Plänen von Sándor Fort und Ernő Föerk, die oberen zwei Stockwerke des Eckpalais beinhalteten herrschaftliche Wohnungen, die vor allem von Aristokraten, Politikern und Kirchenmännern bewohnt wurden. Im Erdgeschoss befindet sich die 1784 gegründete, 1899 in dieses Haus umgesiedelte historische Schlangen-Apotheke (Kígyó-Gyógyszertár), die dank ihrer Jugendstileinrichtung unter Denkmalschutz steht.

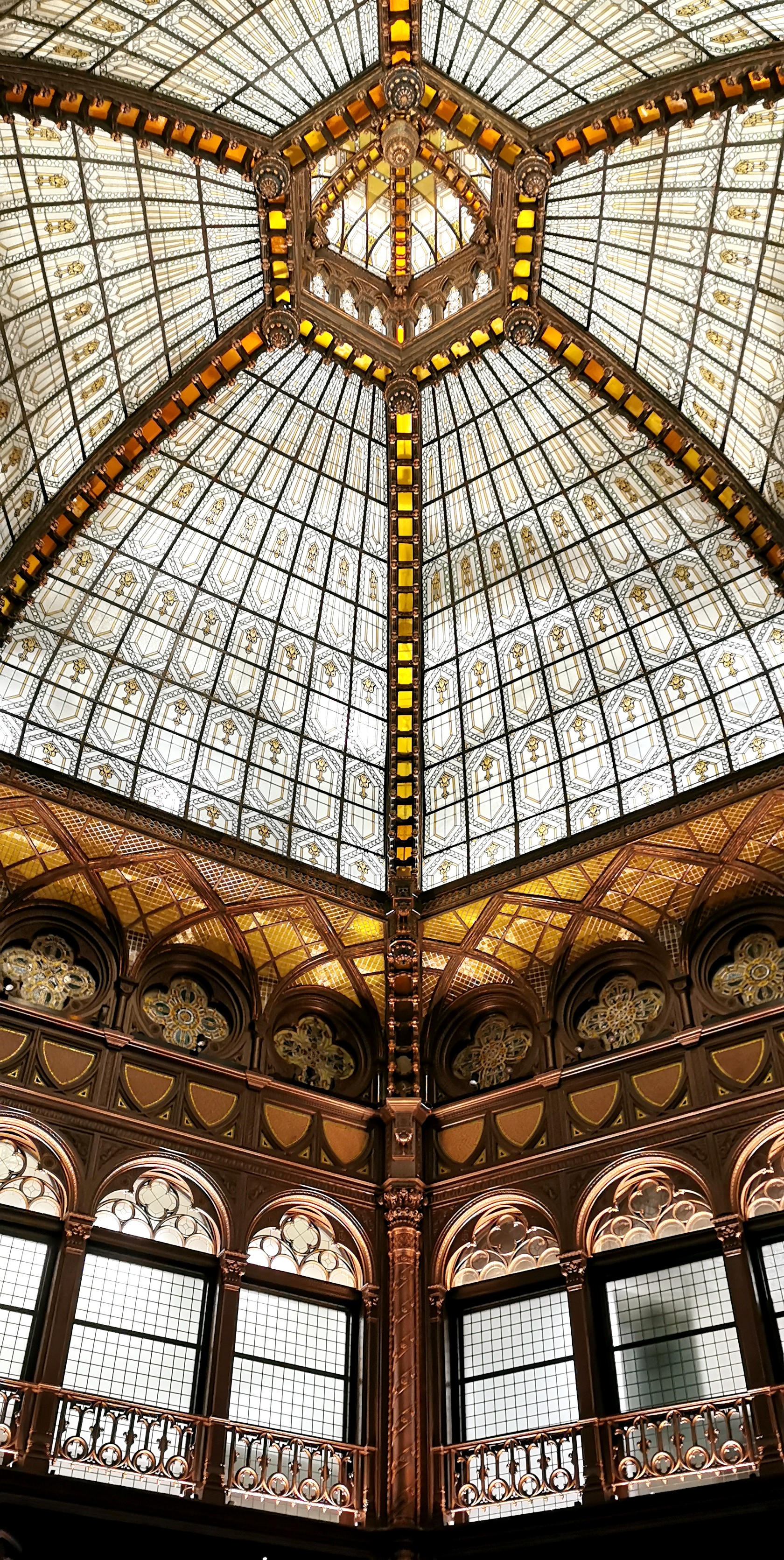
Die innere Glaskuppel der Pariser Passage

### Pariser Hof

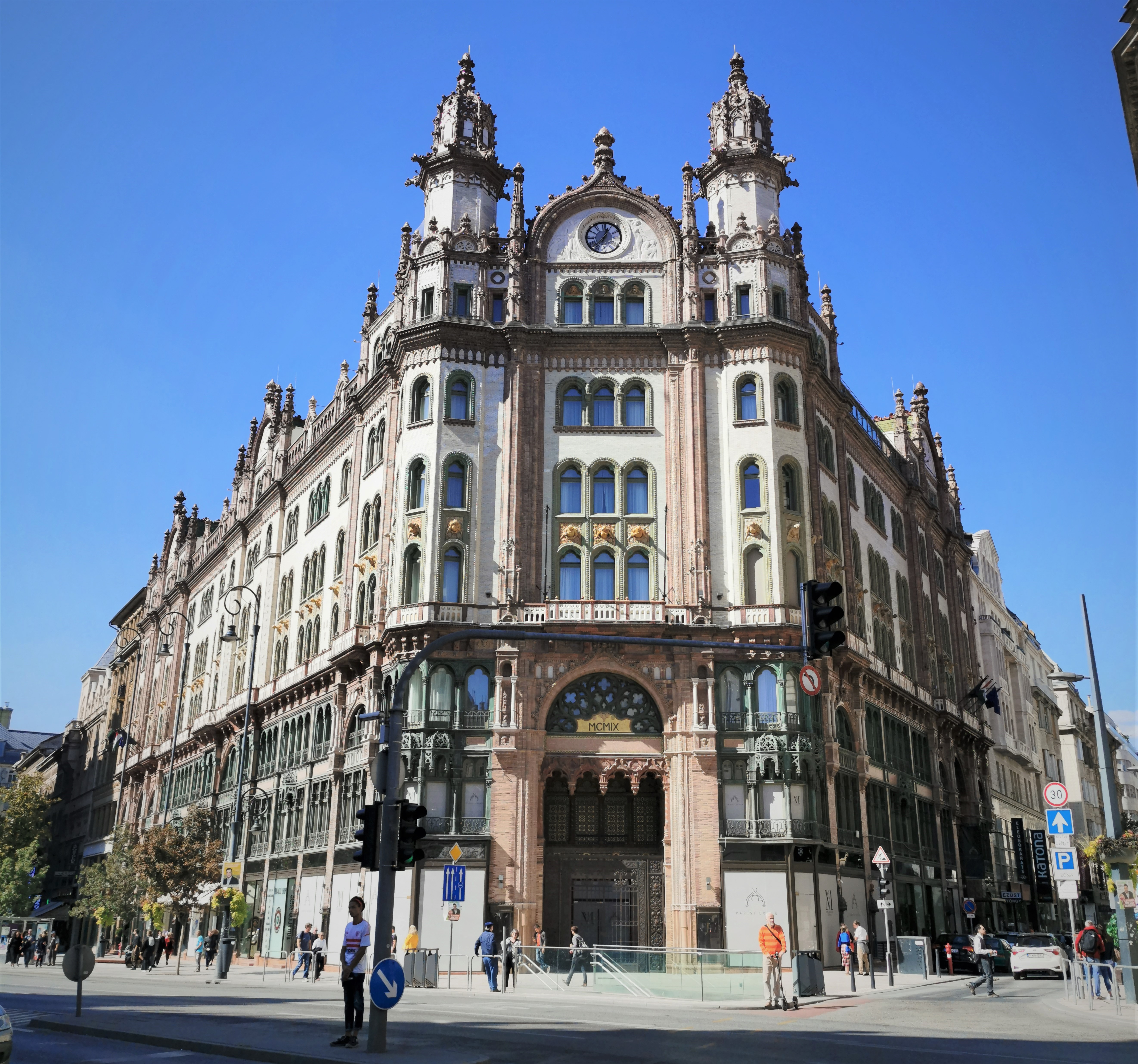
Pariser Hof (Párisi-udvar), Eckfassade

Párisi udvar (Ferenciek tere 10.), geb. 1909–1912, Historismus, Eklektizismus (neumaurisch-neugotisch)
Der als Pariser Hof bekannte monumentale Sitz der ehemaligen Innenstädtischen Sparkasse (Belvárosi Takarékpénztár) wurde als Büro-, Wohn- und Geschäftsgebäude vom in Ungarn wirkenden deutschen Architekten Henrik Schmahl entworfen. Das Haus beherbergt den namensgebenden, eigentlichen Pariser Hof (Párisi udvar), die einzig erhalten gebliebene gedeckte Einkaufspassage Budapests.
Sein Vorgängerbau, das vom Architekten Mihály Pollack 1817 entworfene Brudernhaus (Brudern-ház) gilt als erstes Warenhaus Ungarns. Das für Baron József Brudern gebaute zweistöckige Kaufhaus wurde auch als Pariser Haus (Párisi-ház) bekannt, da es einerseits über der ehemaligen Pariser Gasse (Párisi utca) erbaut, anderseits der Pariser Passage des Panoramas nachempfunden wurde. Das Brudern'sche Kaufhaus schuf ein neues Architekturgenre in der damaligen mitteleuropäischen Architektur, da das Konzept einer in einem Haus errichteten, überdachten Einkaufsgasse selbst im deutsch- und italienischsprachigem Raum eine bis daher unbekannte Neuigkeit darstellte.
Der anstelle des Kaufhauses 1909–1913 errichtete Sparkassenneubau trug diesem Erbe Rechnung, indem er einen pompösen maurisch-gotisch inspirierten Neubau der populären Pariser Passage beinhaltete. Dank seiner reichen (zum Teil von den Manufakturen Zsolnay und Villeroy & Bosch angefertigten) Ornamentik, sechseckiger Glaskuppel, Jugendstil-Kassenhallen und indischen Dachtürmchen wurde der neue Pariser Hof gleich nach seiner Fertigstellung zu einer Attraktion der ungarischen Hauptstadt. Trotz massiven Straßenkämpfen in der Gegend überstand der Bau den Zweiten Weltkrieg beinah unversehrt. Die 1949 verstaatlichte Sparkassenzentrale beherbergte ab 1960 den staatlichen Reiseveranstalter IBUSZ und wurde nunmehr unter dem Namen IBUSZ-Palota (IBUSZ-Palast) bekannt. Zwischen 1952 und 2015 funktionierte das Jégbüfé (zu dt. etwa 'Eisbuffet'), eine der beliebtesten Konditoreien der Budapester Nachkriegszeit im Haus. Das seit 1976 unter Denkmalschutz stehende Gebäude wurde seit Kriegsende mehrmals saniert und modernisiert, verlor aber allmählich seinen alten Glanz. Eine Generalsanierung des schon baufälligen Gebäudes fand erst ab 2014 statt. Dabei wurde das gesamte Haus in ein Fünf-Sterne-Hotel der Hotelkette Hyatt umgewandelt, die Pariser-Passage dient als Hotellobby mit öffentlich zugänglichem Café.

### Girardihaus (Goldenes Haus)
Girardi-ház, umgangssprachlich auch 'Aranyház', (Ferenciek tere 11.) geb. 1914–1917, Jugendstil

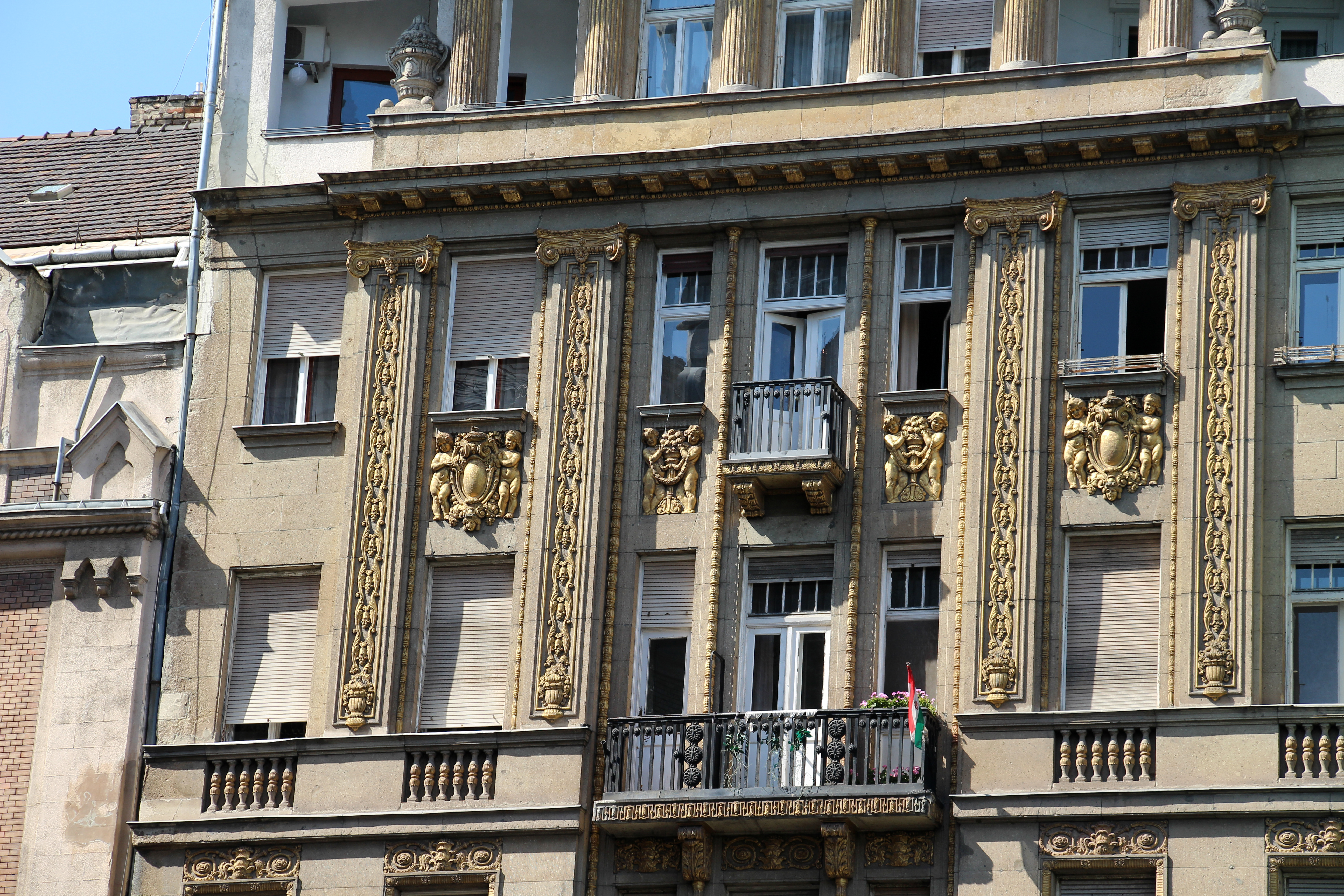
Girardihaus, Fassadendetail

Das Girardihaus ist ein nach den Plänen des ungarischen Architekten Ignác Alpár in den Jahren 1914–1917 gebautes vierstöckiges Zinshaus. Der Vorgängerbau, ein kleines, zweistöckiges Palais der Grafen Andreoli wurde 1913 dem Pelzhändler József Girardi verkauft und abgerissen. Dank seiner reich, mit echtem Gold verzierten Fassade wird das Jugendstilhaus oft nur als Goldenes Haus bekannt. Die Geschäftsfront wurde 1937 für ein luxuriöses Frauenmodegeschäft im Stil der Art déco radikal umgestaltet, die Räumlichkeiten beherbergen heute eine Filiale der OTP Bank. Das Haus hat im Zweiten Weltkrieg schwere Schaden erlitten, der Dachstuhl und der oberste Stock brannten komplett aus. Der obere Fassadenteil wurde bereits 1946 aus Eigeninitiative der Bewohner in vereinfachter Form wiederaufgebaut, eine Generalsanierung fand erst in den 1960er Jahren statt. 1974 wurde der straßenseitige Haupteingang in die Passage des nebenanliegenden Pariser Hofes verlegt.

## Verkehr
Der Franziskanerplatz ist heute ein wichtiger Verkehrsknotenpunkt im Herzen der Pester Innenstadt in nächster Nähe zum Brückenkopf der Elisabethbrücke. Neben der U-Bahn-Linie M3 tragen die zahlreichen Buslinien der Budapester Verkehrsgesellschaft BKV sowie die 2x3-spurige Ost-West-Achse dazu bei.

### Bus
- Buslinien:  5, 7, 8E, 15, 108E, 110, 112, 115, 133E, 178
- Nachtbuslinien:  907, 908, 956, 973

### U-Bahn
Unter dem Platz, in 27,7 Meter Tiefe befindet sich seit 1976 die U-Bahnstation Ferenciek tere der Linie M3 zwischen Deák Ferenc tér und Kálvin tér.

### Straßenbahn
Nach Inbetriebnahme der U-Bahn-Linie M2 im Jahr 1970 wurden alle über die Elisabethbrücke und somit über den damaligen Befreiungsplatz geführten Straßenbahnlinien allmählich bis 1973 abgestellt. Das betroffene Schienennetz wurde bis 1975 beseitigt, die dadurch entstandenen Spuren wurden dem Auto- und Busverkehr übergeben.

## Galerie

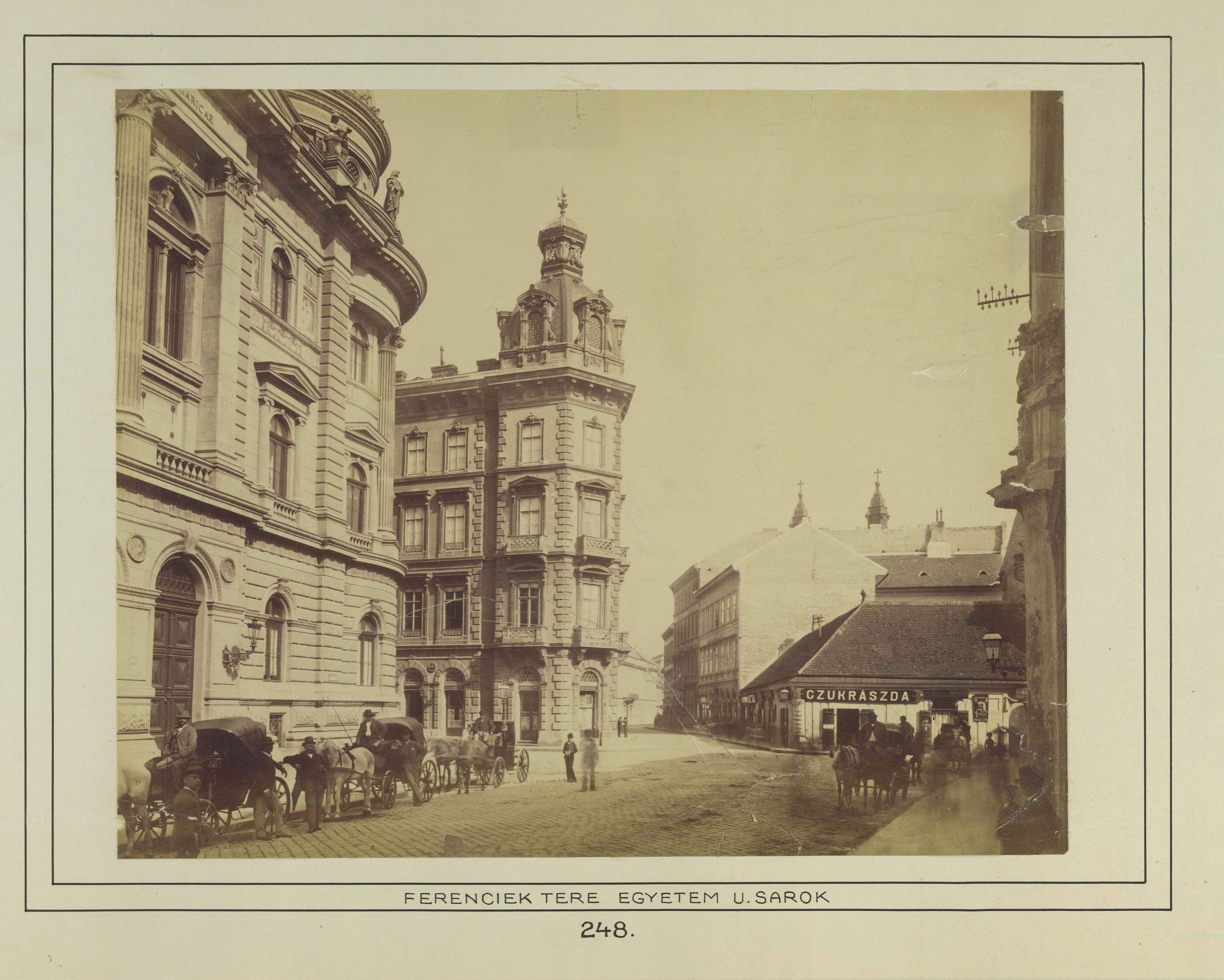
Universitätsbibliothek und Palais Ybl vor der Jahrhundertwende
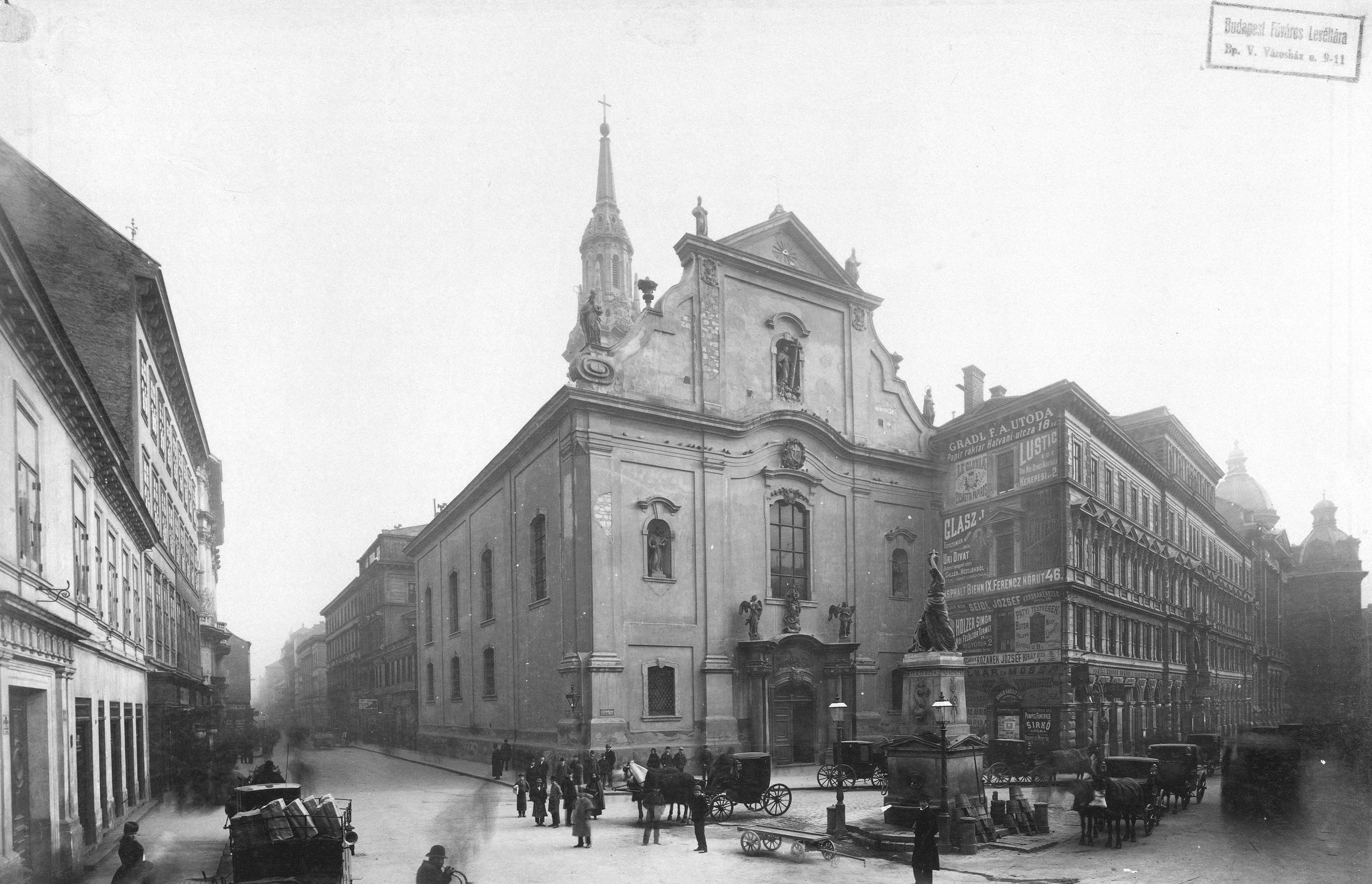
Die Franziskanerkirche und die noch enge Hatvaner Landstraße (spätere Kossuth Lajos utca) um 1900
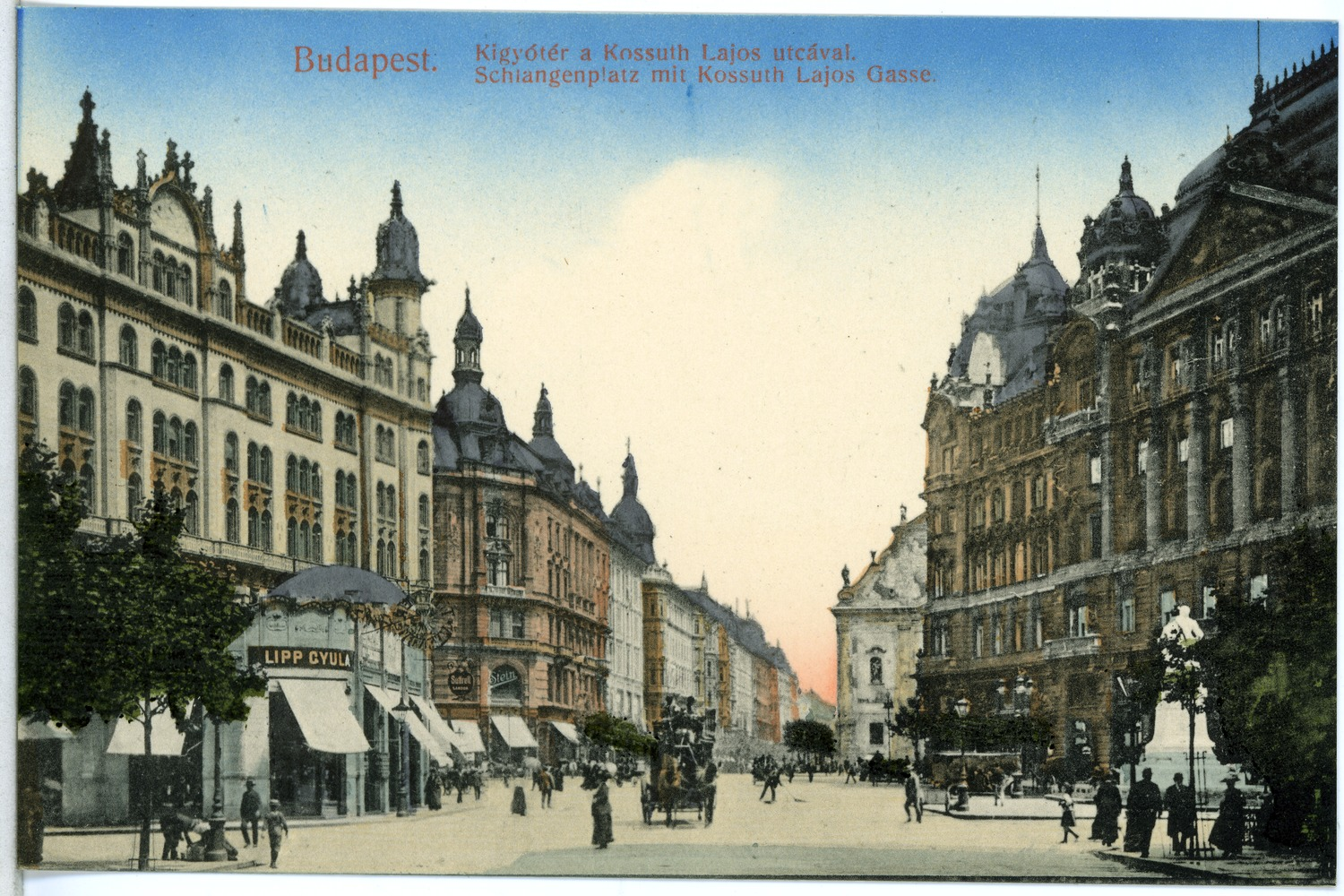
Der Schlangenplatz auf einer alten Postcarte
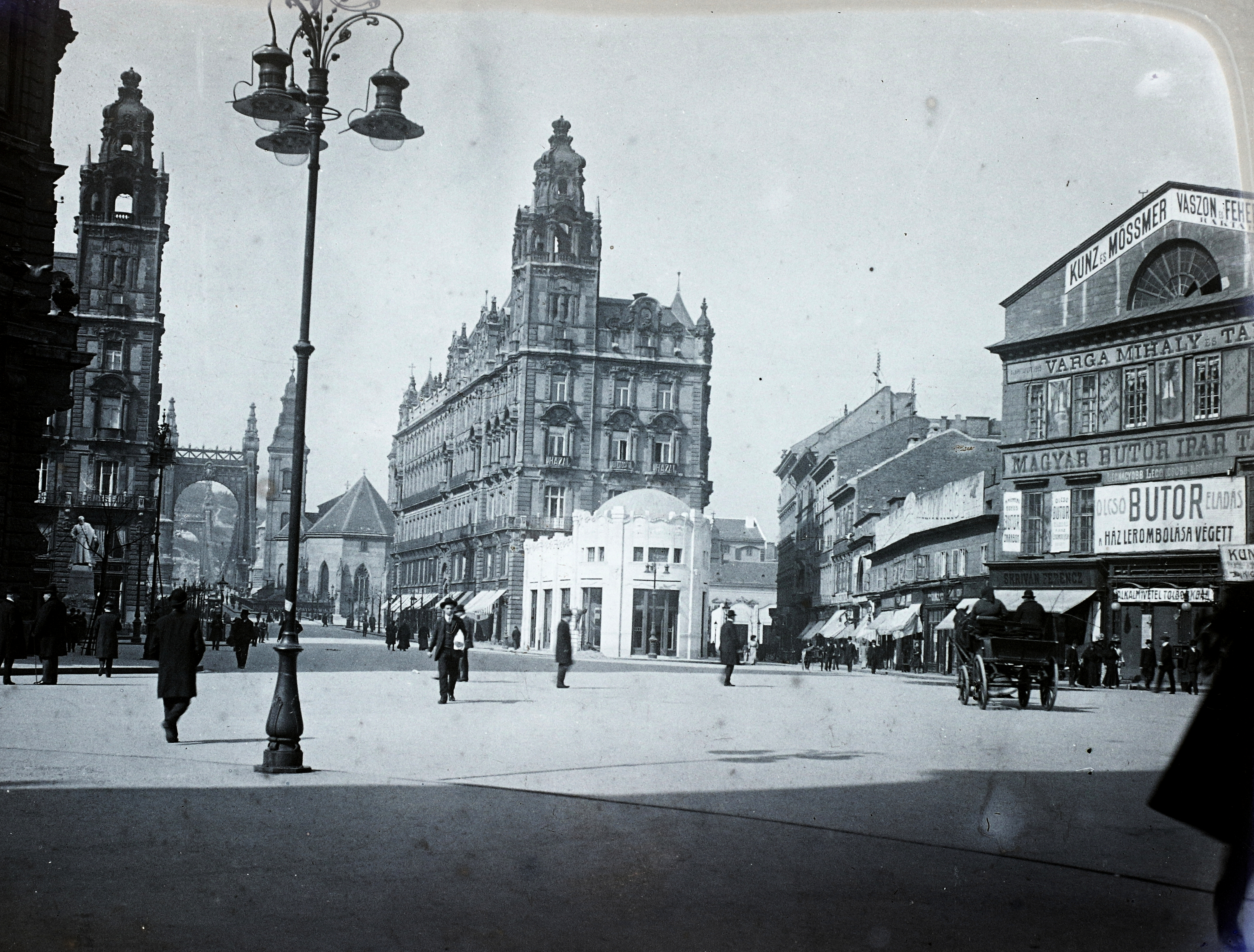
Der Schlangenplatz vor 1909. Anstelle des Pariser Hofes steht das ursprüngliche Brudern-Haus aus 1817
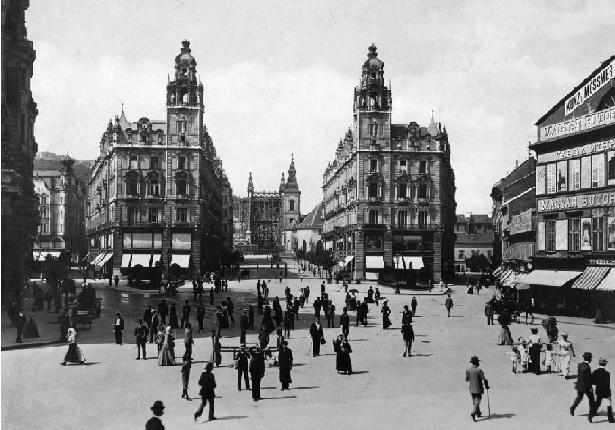
Der Schlangenplatz und die Klothild-Paläste zur Zeit der Bauarbeiten der alten Elisabethbrücke vor 1902
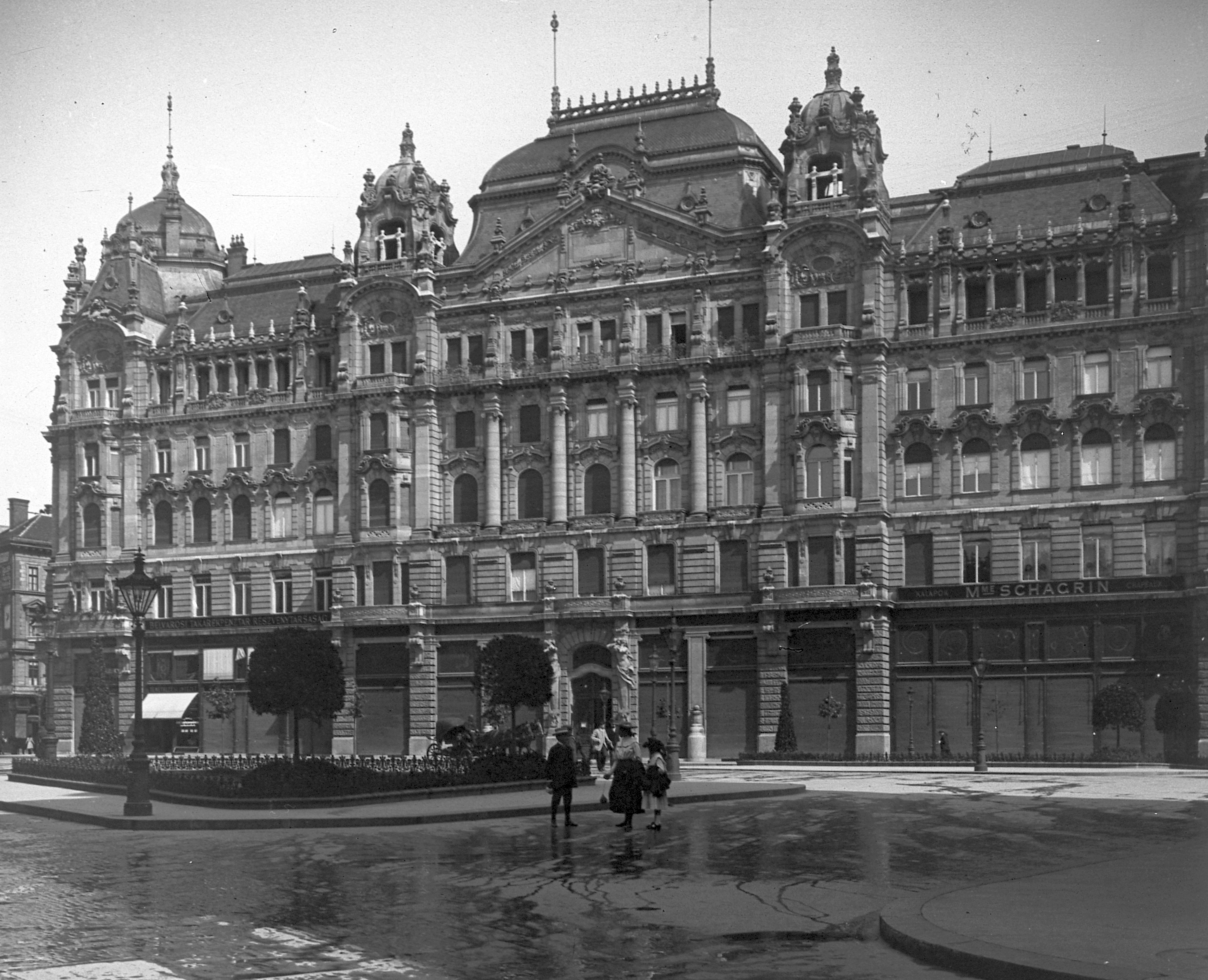
Das kgl. Zinshaus mit seinen ursprünglichen Dächern
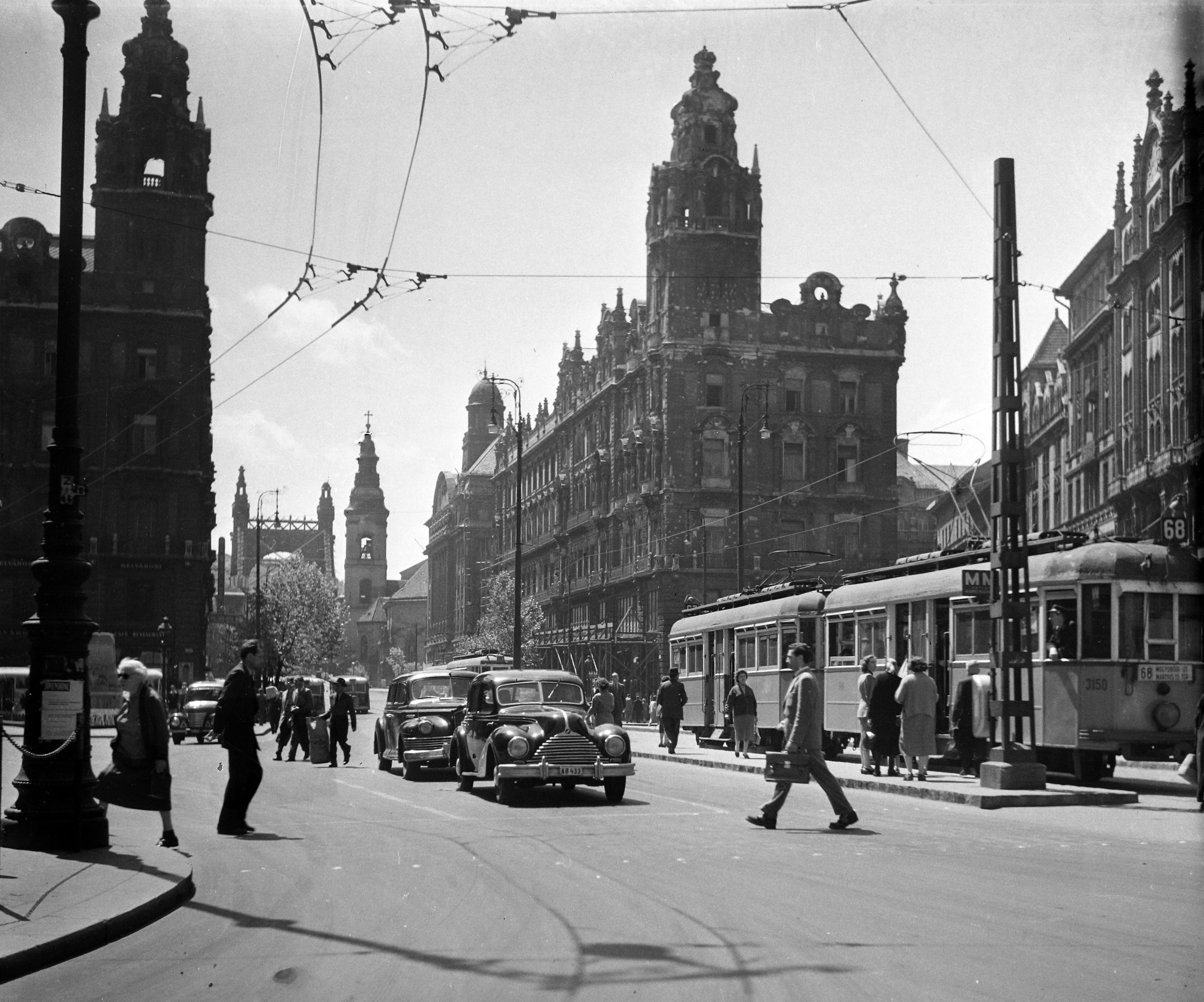
Als Befreiungsplatz mit den Klothilden-Palästen in den 1960ern. Im Hintergrund die Ruinen der im Zweiten Weltkrieg gesprengten Elisabethbrücke
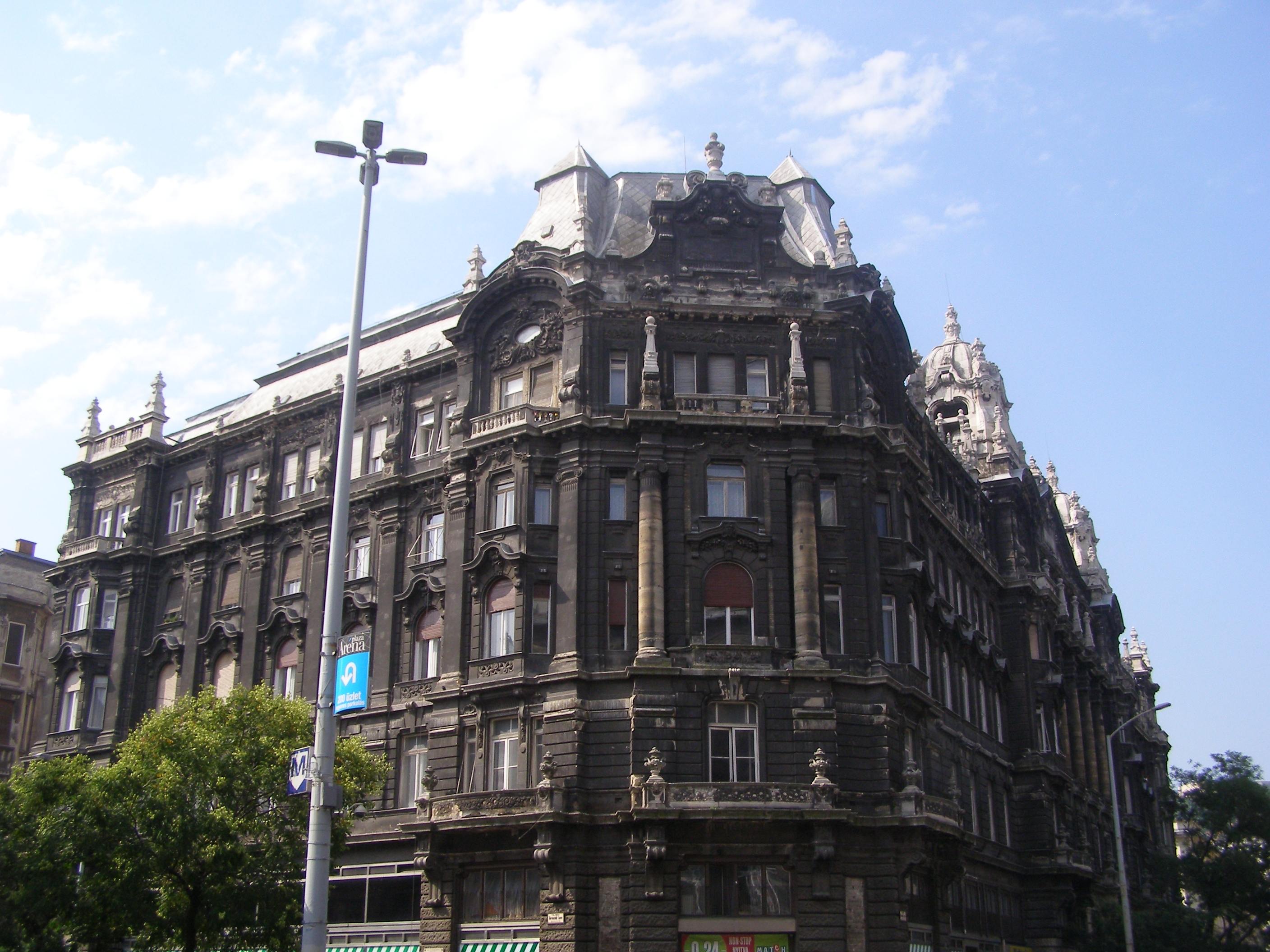
Der Eckrisalit des kgl. Zinshauses vor der Sanierung
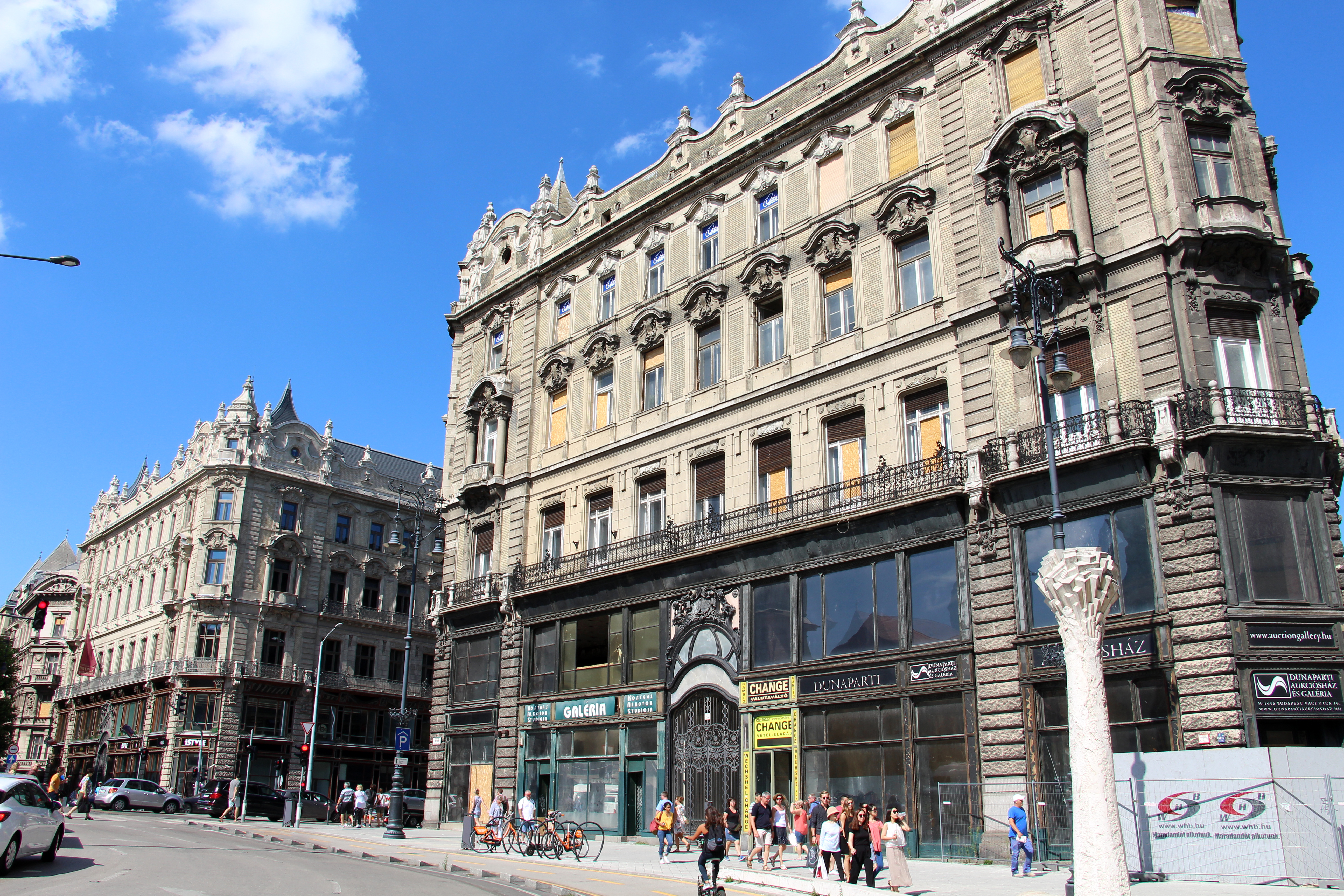
Die Fassaden der Klothilden-Paläste zur Váci utca
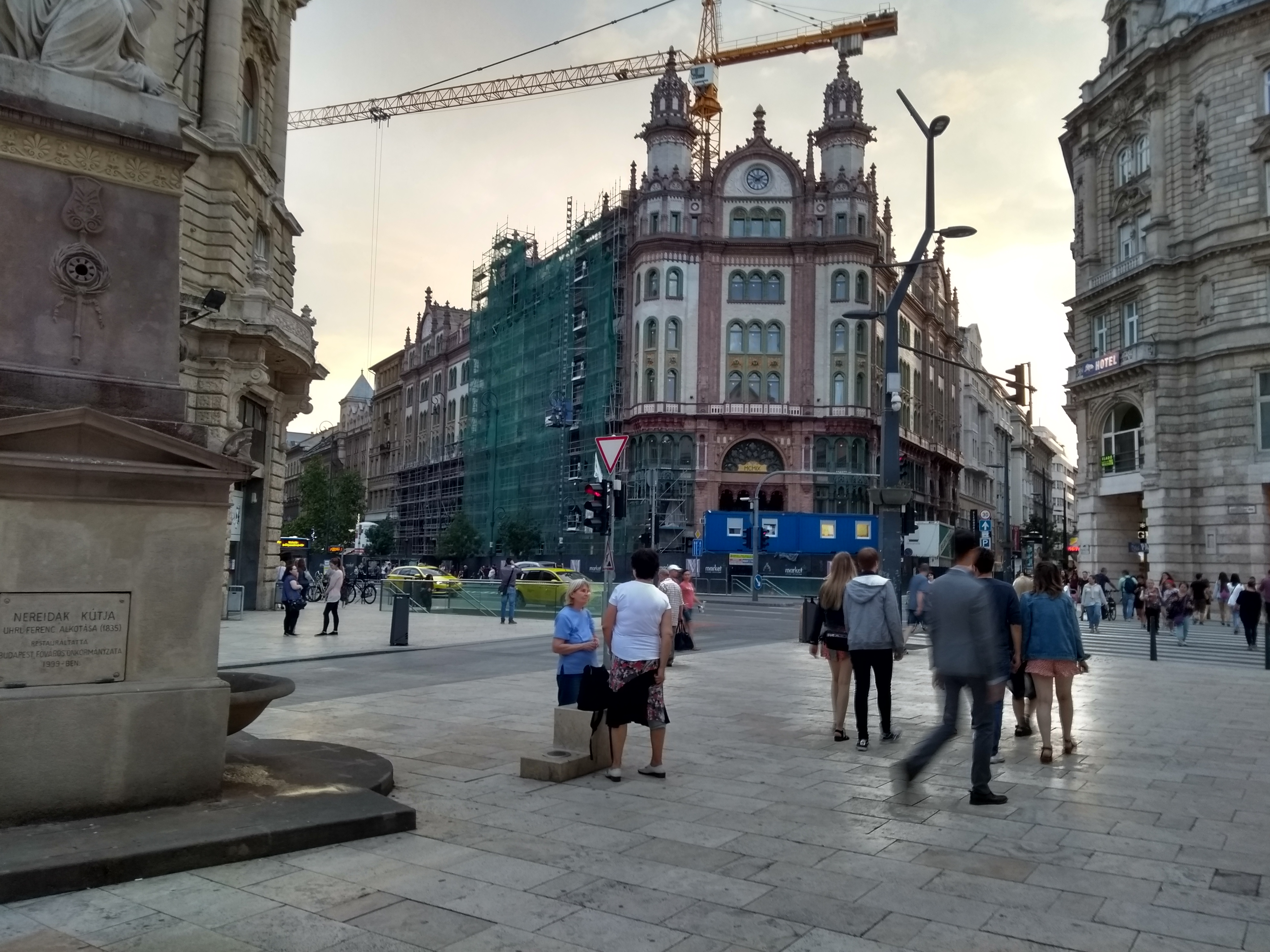
Der Pariser Hof während des Umbaus